# Église Saint-Jean-Baptiste de Bastia
L'église Saint-Jean-Baptiste, en corse San Ghjuvanni ou San Ghjuvà est une église catholique située à Bastia, dans le quartier de Terra Vechja, en France.
C'est la plus grande église de Corse.
Elle a été édifiée au XVIIe siècle, sur un site où se trouvait une église plus ancienne. Sa construction a duré trente ans (1636-1666).
La façade est de style baroque. Les deux clochers ont été rajoutés plus tard, au XIXe siècle.

## Localisation
L'église est située dans le département français de la Haute-Corse, sur la commune de Bastia. Elle a été construite dans le quartier de Terra Vechja, entre la place du Marché et le Vieux-Port.

## Historique
À l'époque génoise, la ville de Bastia est partagée en deux paroisses : la ville haute, Terra Nova, dépend de l'église Sainte-Marie-de-l'Assomption. La ville basse, Terra Vechja, dépend de l'église Saint-Jean-Baptiste.
L'église Saint Jean-Baptiste de Bastia a été construite entre 1636 et 1666, sur le site d'une ancienne église. L'édifice est classé au titre des monuments historiques en 2000.
Les deux clochers sont plus tardifs. Celui de gauche date de 1810. Nous le devons au maître maçon suisse Tomaso Quadri. Celui de droite, conçu par l'architecte Paul-Augustin Viale, de 1864.

## Description
Le décor intérieur a été en grande partie refait au XIXe siècle. Il était autrefois de style baroque.

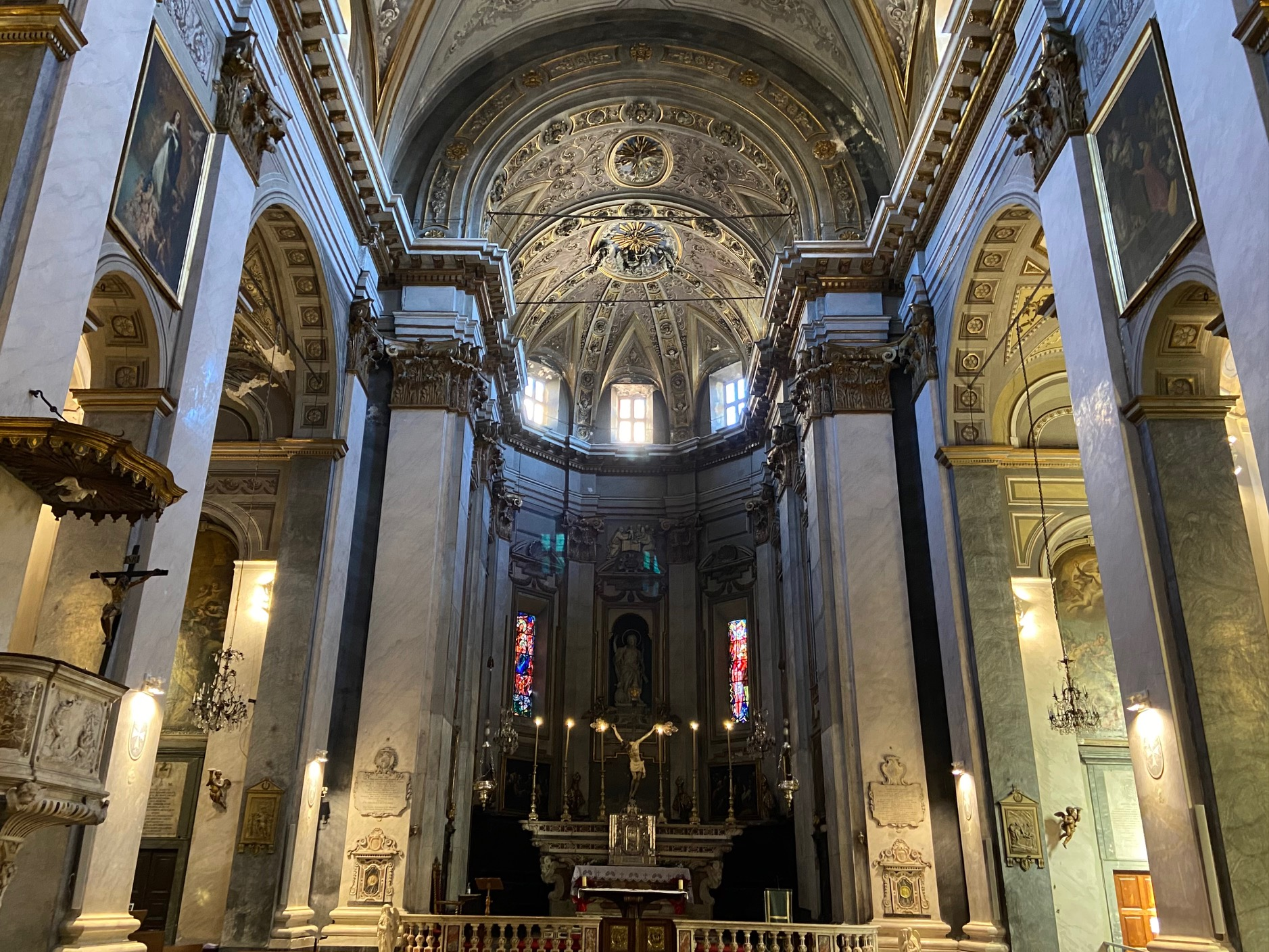
Intérieur de San Ghjuvà

### Le décor du choeur
C'est en 1806 et 1807 que l'on décide de restaurer et d'enrichir le décor du choeur. C'est le peintre toscan Fausto Rossi qui est chargé des travaux de peinture et de dorure des pilastres, de la grande corniche et de la voûte. Le peintre génois Giovan Battista Vicini est chargé des dorures. Mais Fausto Rossi décède durant les travaux. On fait alors appel au peintre romain Luigi Giordani. Le chantier est achevé en 1809. Mais il ne reste pas grand chose de ce décor qui a été presque entièrement refait.
En 1867, on fait restaurer la voûte et on refait entièrement son décor. C'est l'entrepreneur bastiais Raphaël Nardini et le stucateur Paganoni qui s'en chargent. On peut toujours les contempler aujourd'hui. Le grand médaillon ovale qui surplombe le maître-autel est particulièrement réussit : on y voit des figures d'ange dans un oculus qui semble s'ouvrir vers le ciel.

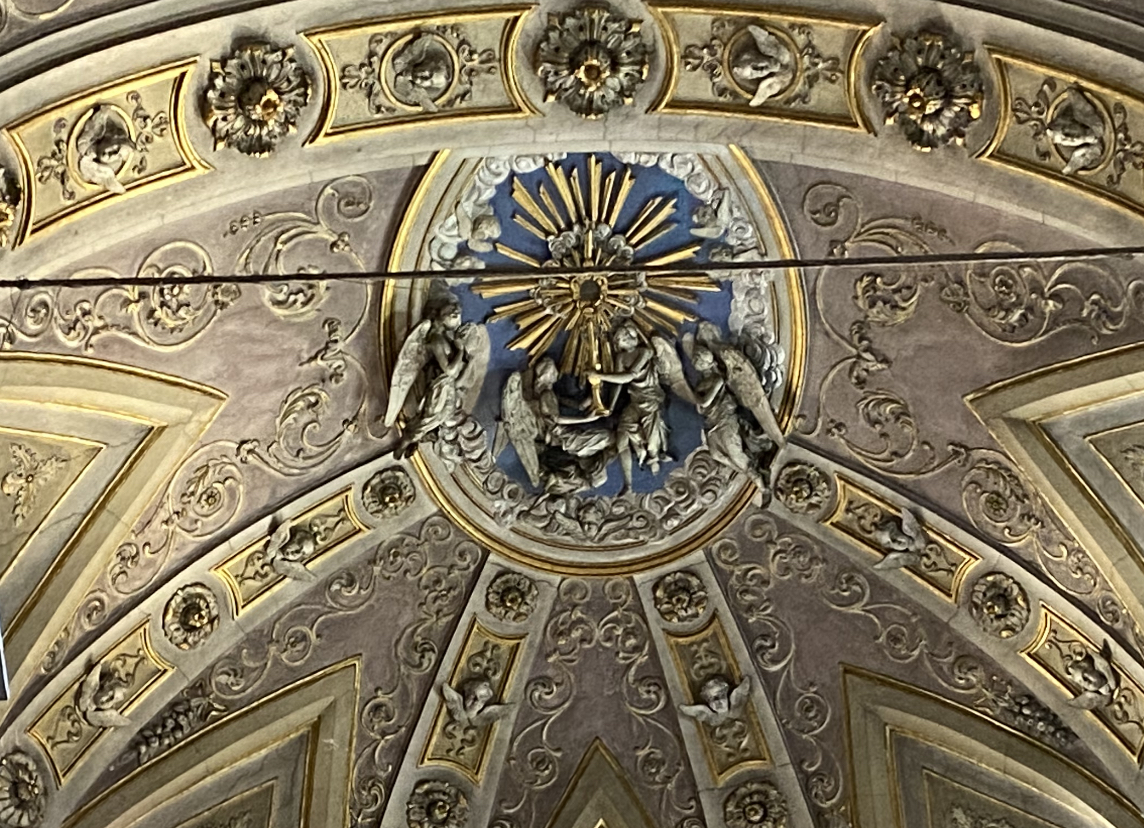
Le médaillon du chœur

### La voûte
En 1870 la voûte a été redécorée par deux peintres florentins.

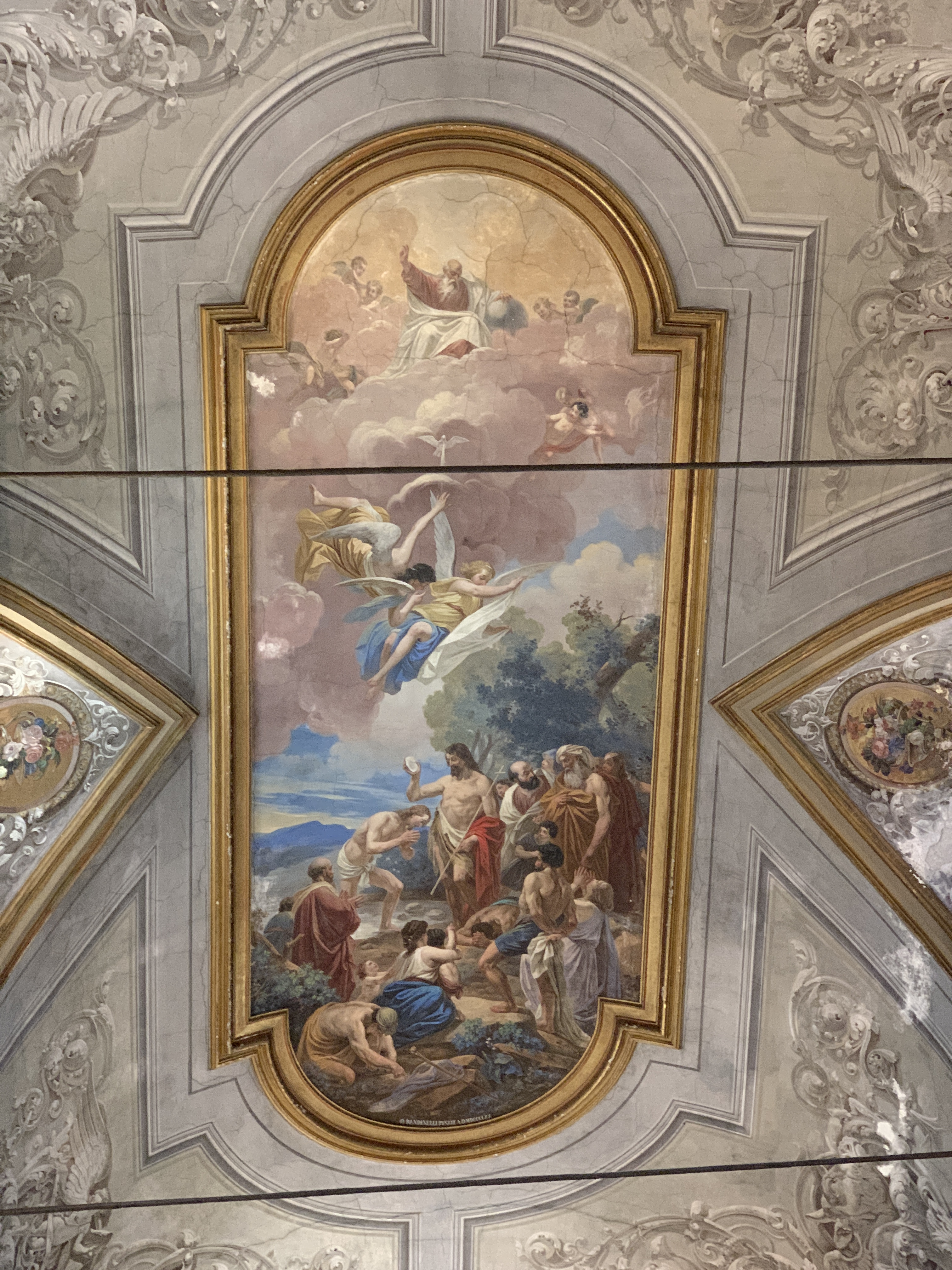
La peinture de la voûte

### Les chapelles des marins et des pêcheurs
San Ghjuvà était l'église principale du quartier de Terra Vechja, le Vieux-Port. Les congrégations des marins et des pêcheurs étaient importantes et elles ont chacun leur chapelle, elles se font face. La chapelle des pêcheurs (5ème à droite) est dédiée à Saint Pierre et Saint André. La chapelle des marins (5ème à gauche) dédiée à Saint Erasme abrite un grand tableau du peintre génois Lorenzo De Ferrari.

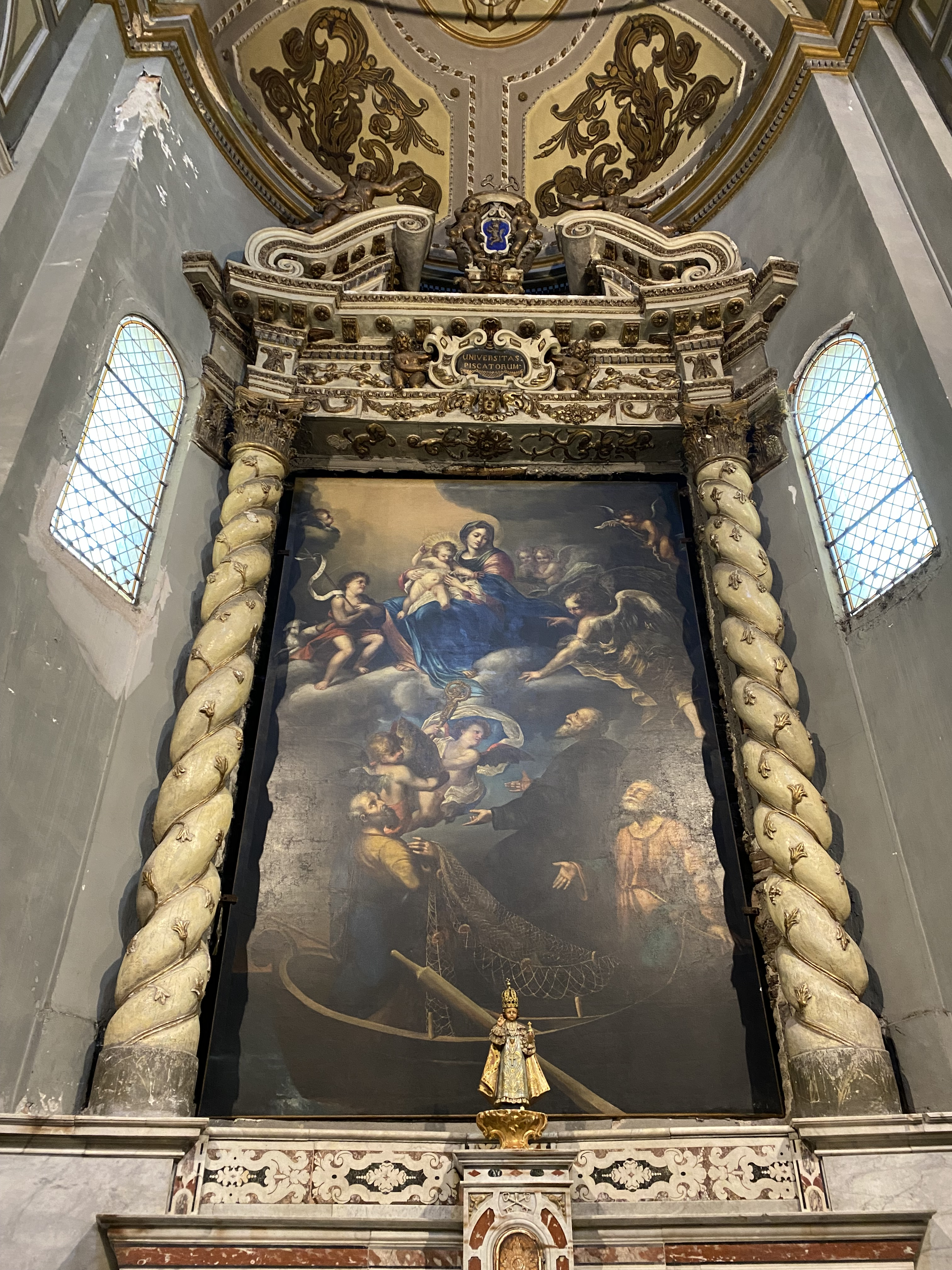
La chapelle des pêcheurs

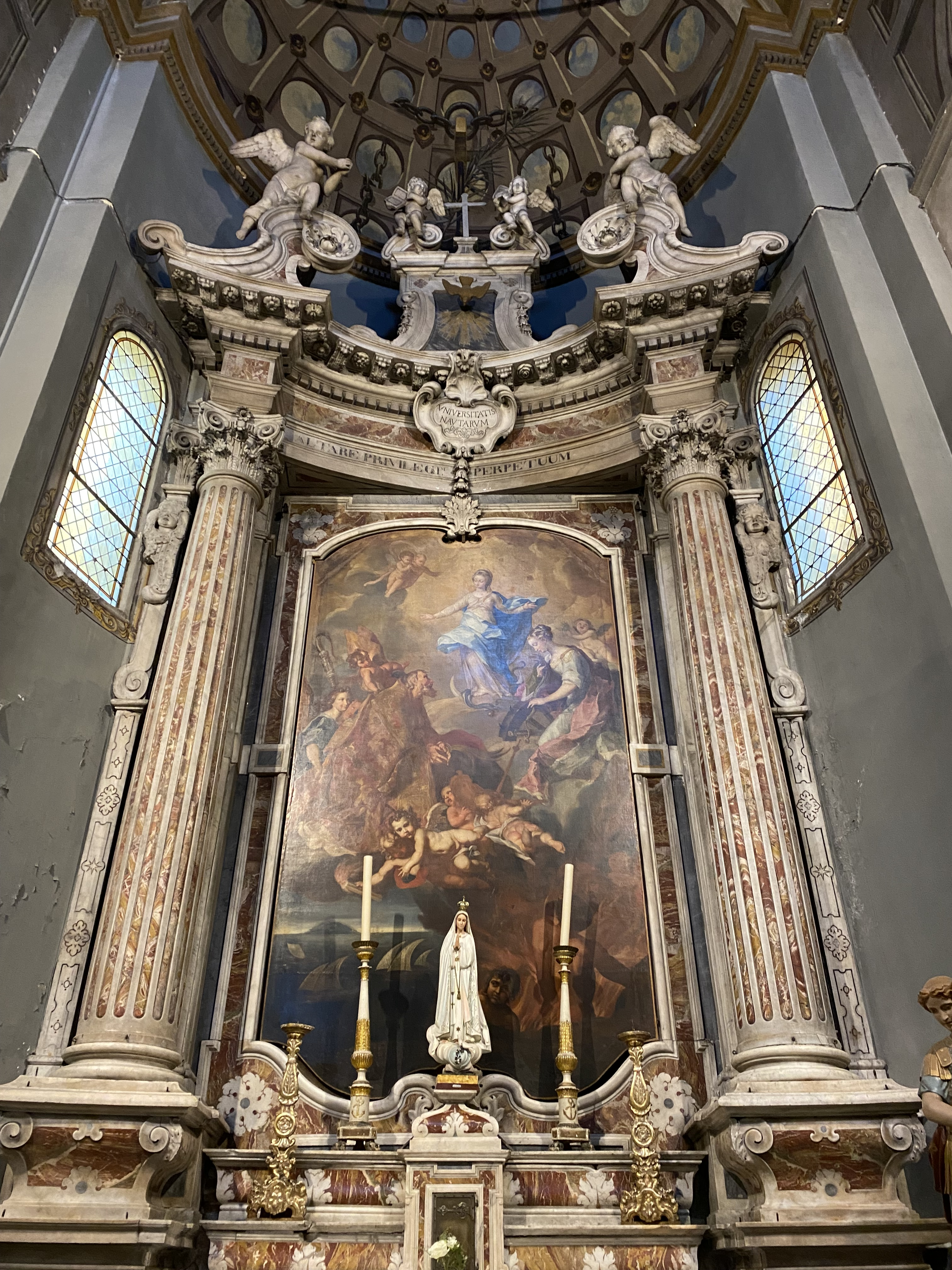
La chapelle des marins

### Le maître-autel
Dans le choeur se trouve le maître-autel incrusté de marbres polychromes. Il a été rélisé en 1694 par Honoré Pellé, un artisan français exerçant à Gênes.

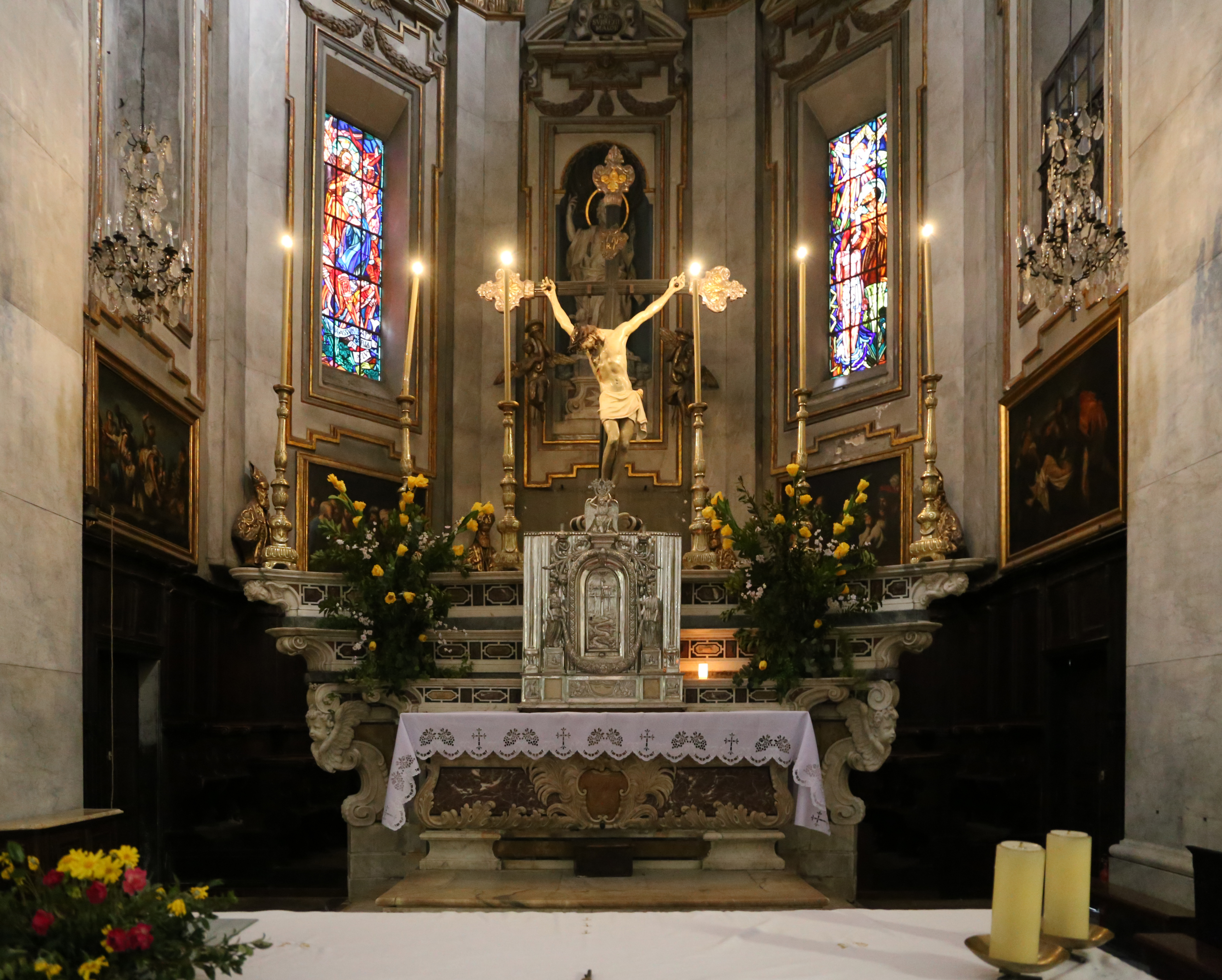
Le maître-autel

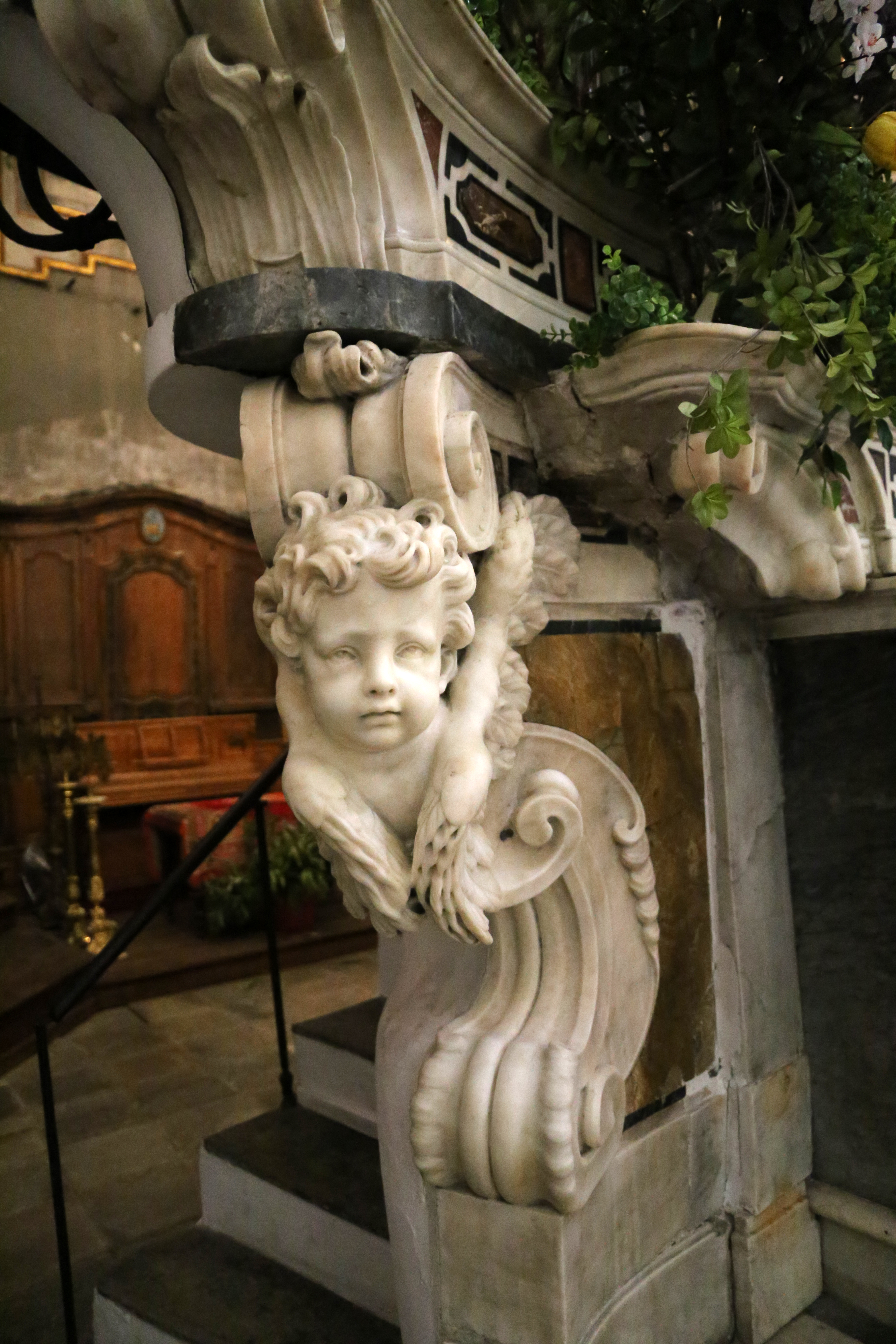
Détail du maître-autel

### Les fonts baptismaux
La chapelle des fonts baptismaux se trouve à gauche de l'entrée principale, côté rue Saint-Jean. Le groupe de marbre blanc, qui date de 1857, représente le baptême du Christ. Il est l’œuvre de Ferdinando Pelliccia. Les deux colonnes qui encadrent la niche du retable sont faites en marbre corse plutôt rare (brèche panachée de Caccia).

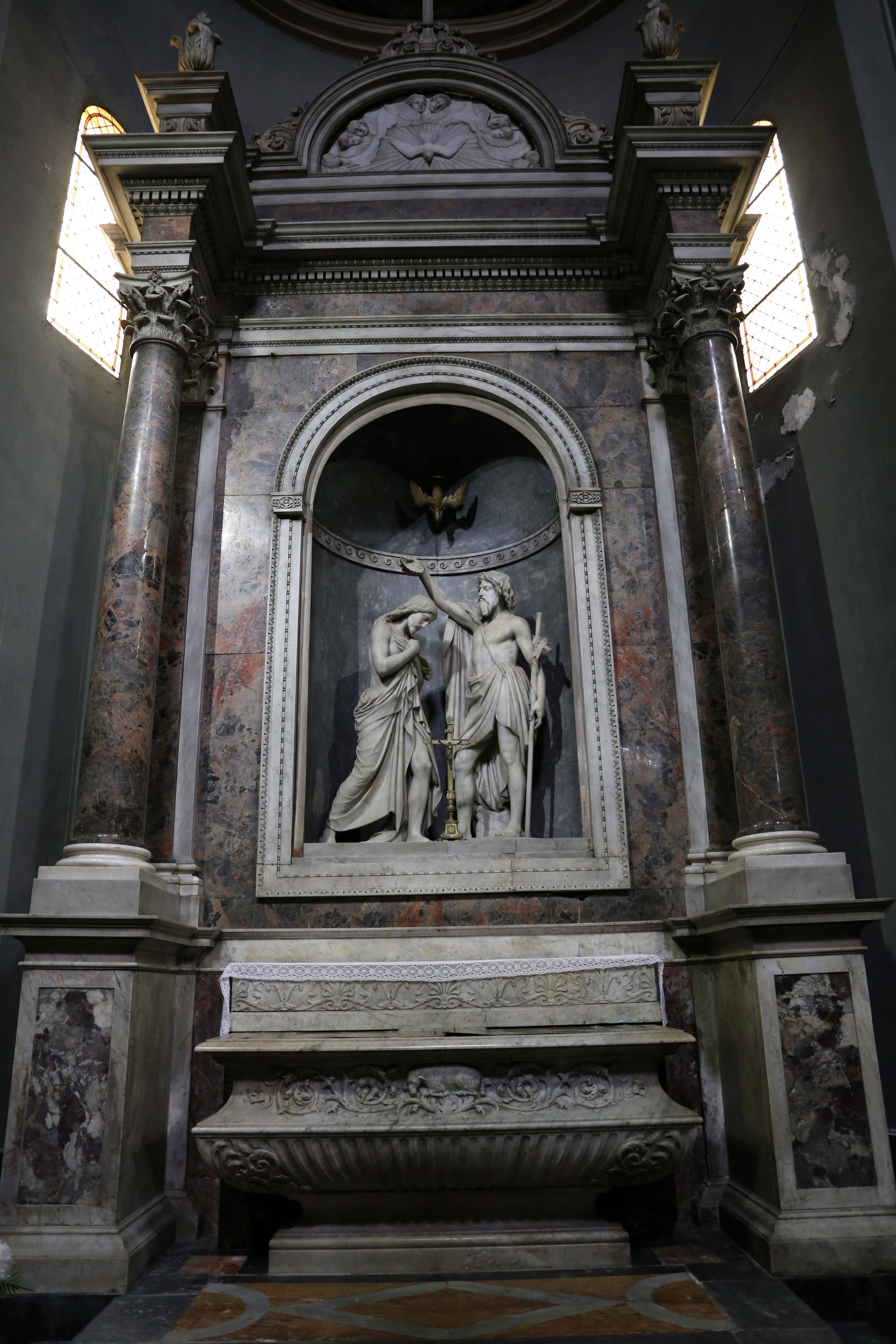
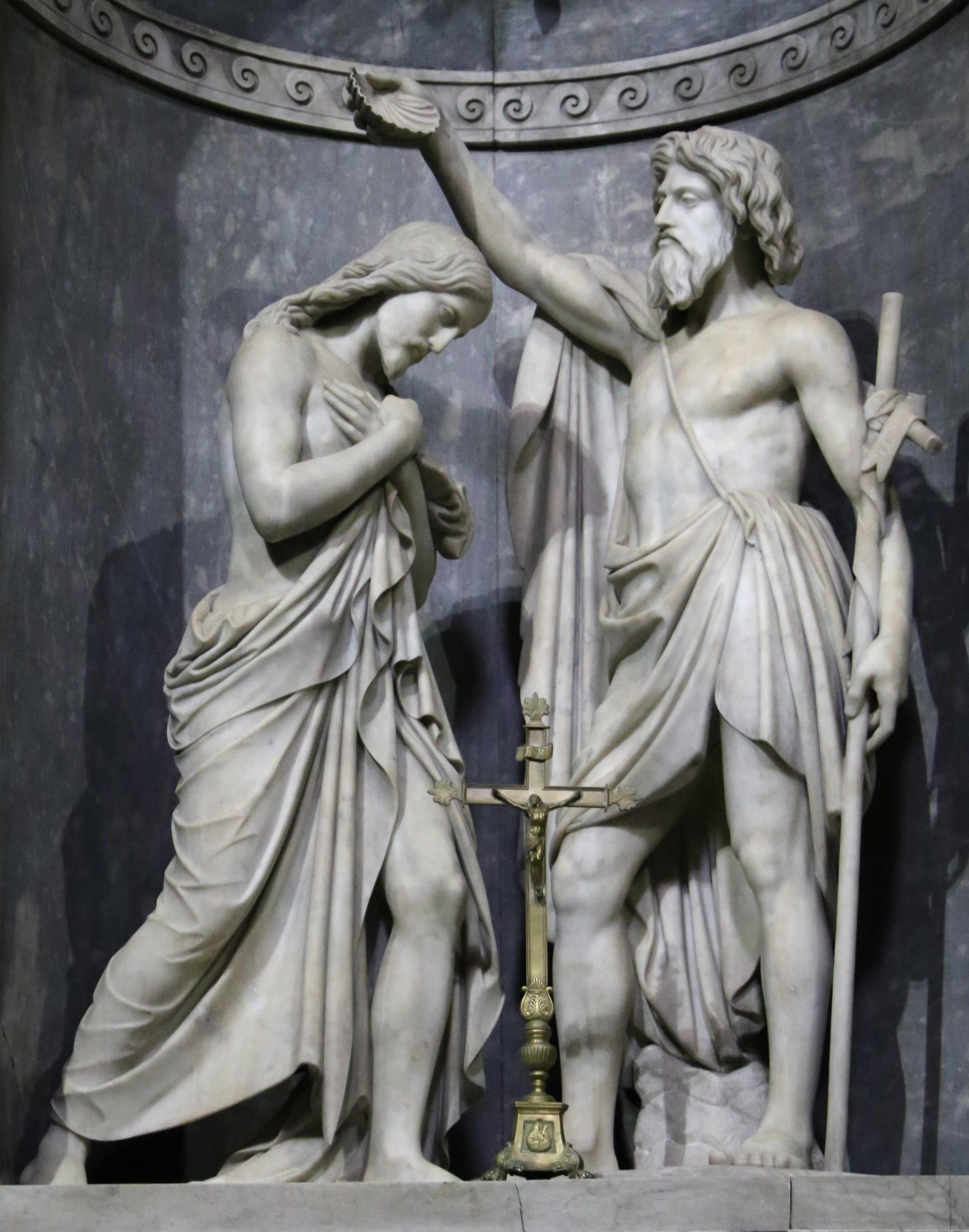

### Les peintures
La chapelle du rosaire (3ème à gauche) abrite un tableau du grand peintre génois Domenico Piola. La peinture date de 1679. Elle représente la donation du rosaire à Saint Dominique et la donation du cordon à Saint François. L'oeuvre a été commandée par un riche notable bastiais du quartier de Terra Vechja, Anton Nobile Mattei.

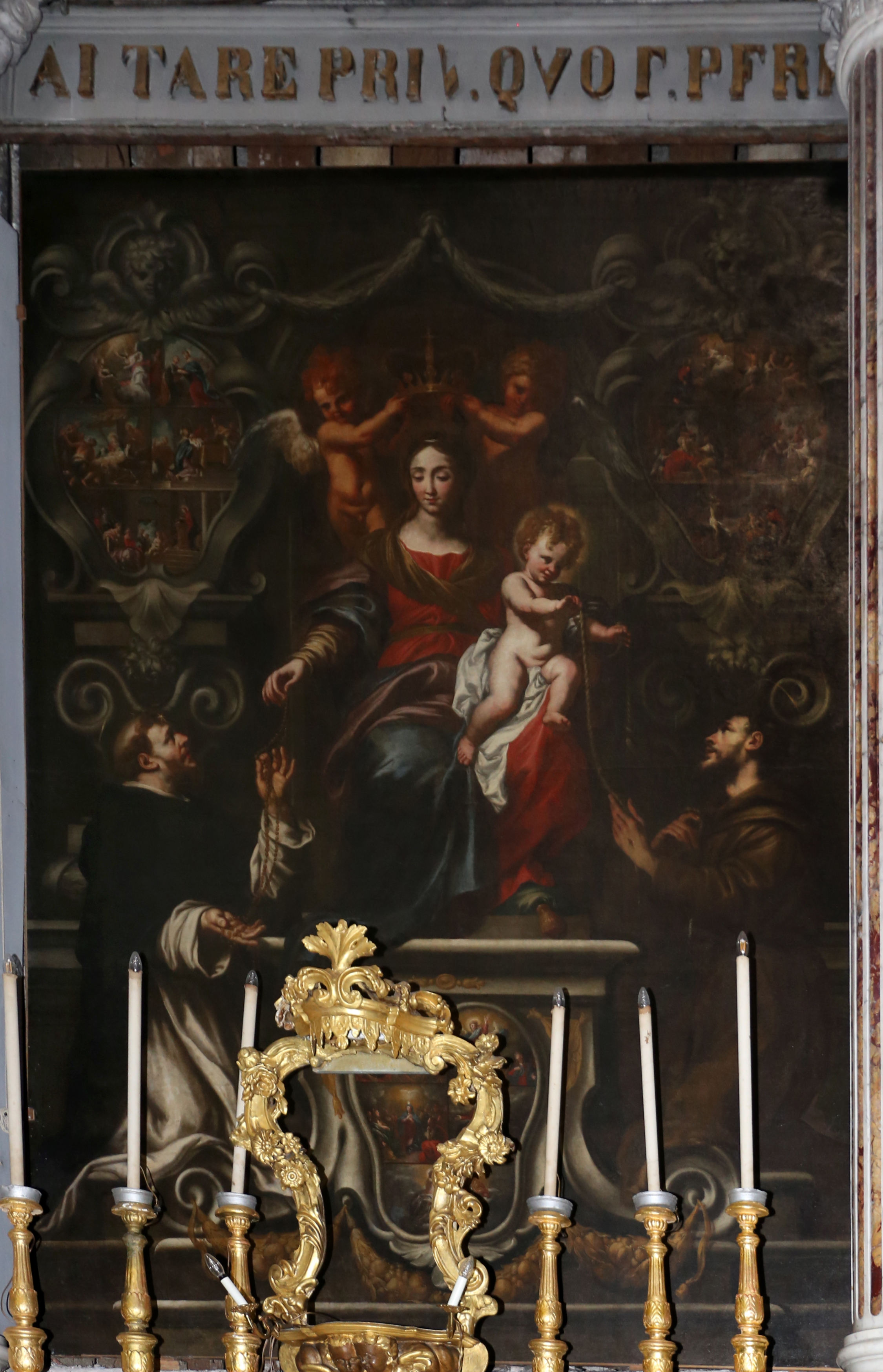
La donation du rosaire à saint Dominique et la donation du cordon à Saint François

La chapelle des âmes du purgatoire (3ème droite) est également ornée d'un tableau de Domenico Piola. Elle représente l'intercession de la Vierge, Saint Joseph et Saint François auprès de la Trinité pour les âmes du purgatoire.

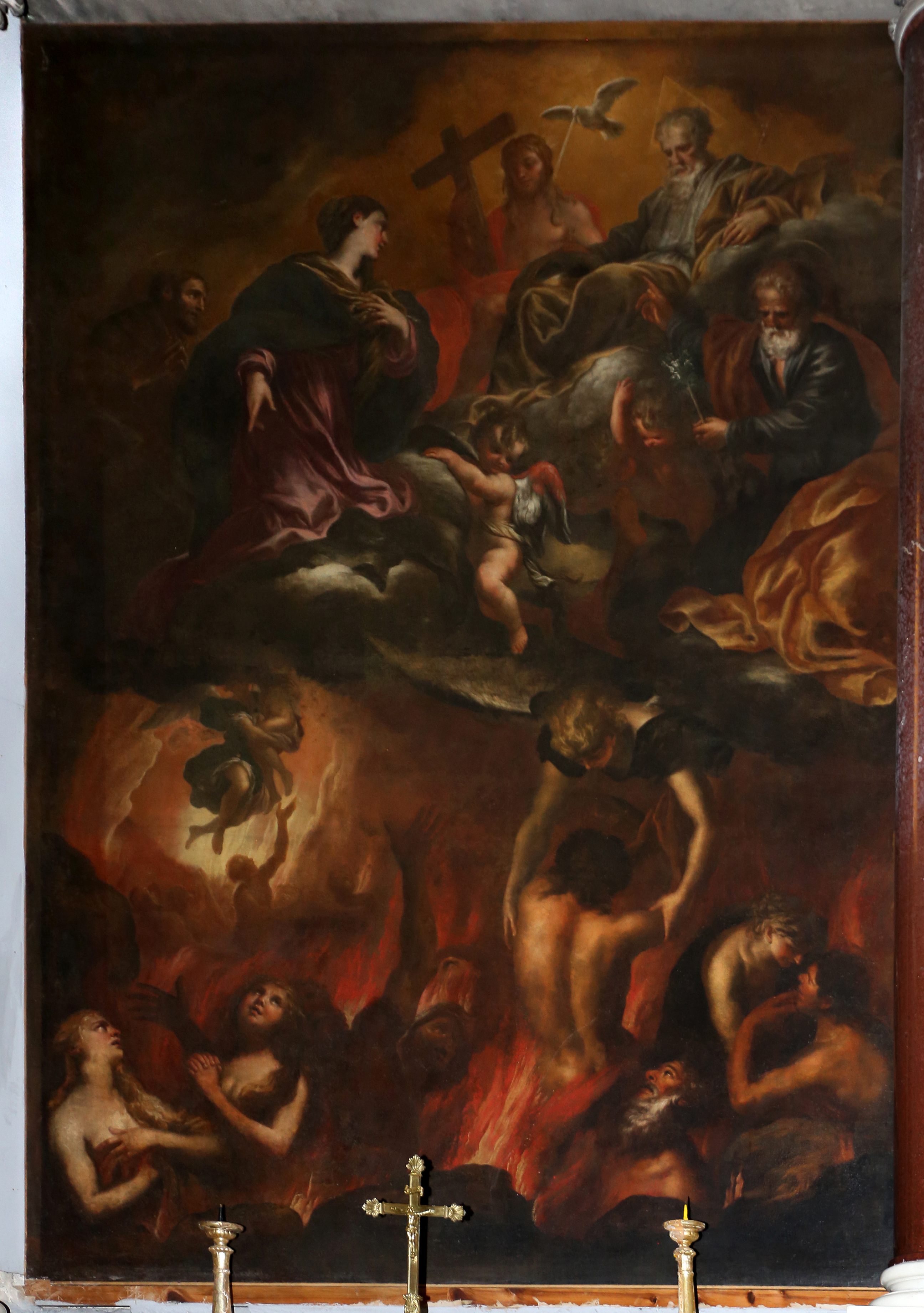
Domenico Piola, L'intercession de la Vierge pour les âmes du purgatoire

La chapelle Saint Antoine de Padoue (4ème à droite) abrite un tableau du peintre corse Jules Pasqualini (1812-1888). On peut y voir saint Antoine de Padoue (à droite) et Saint Diego d'Alcala (à gauche) aux pieds de la Vierge à l'Enfant.

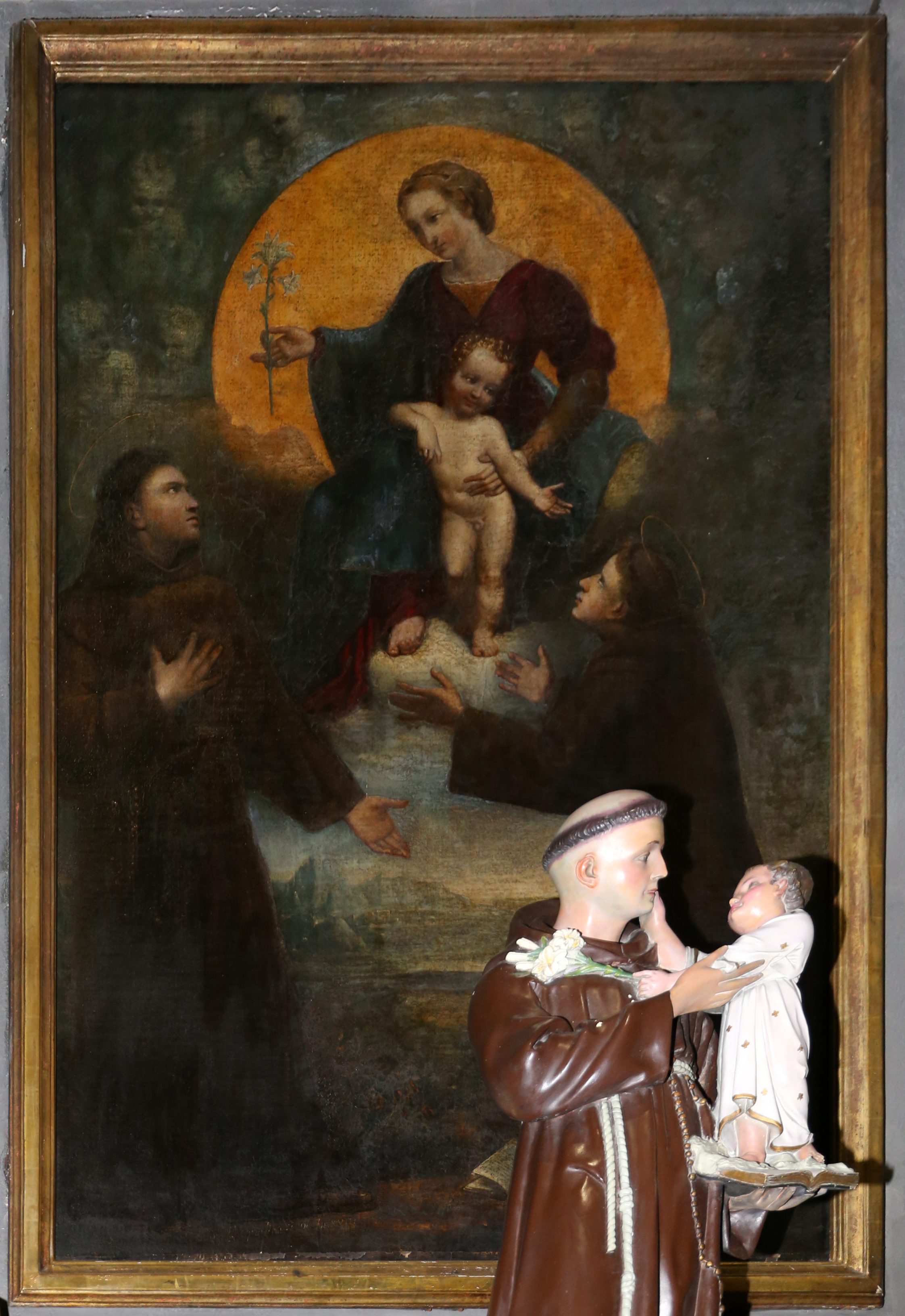
Le tableau de Jules Pasqualini

La chapelle des marins (5ème à gauche) dédiée à Saint Erasme abrite un grand tableau du peintre génois Lorenzo De Ferrari.

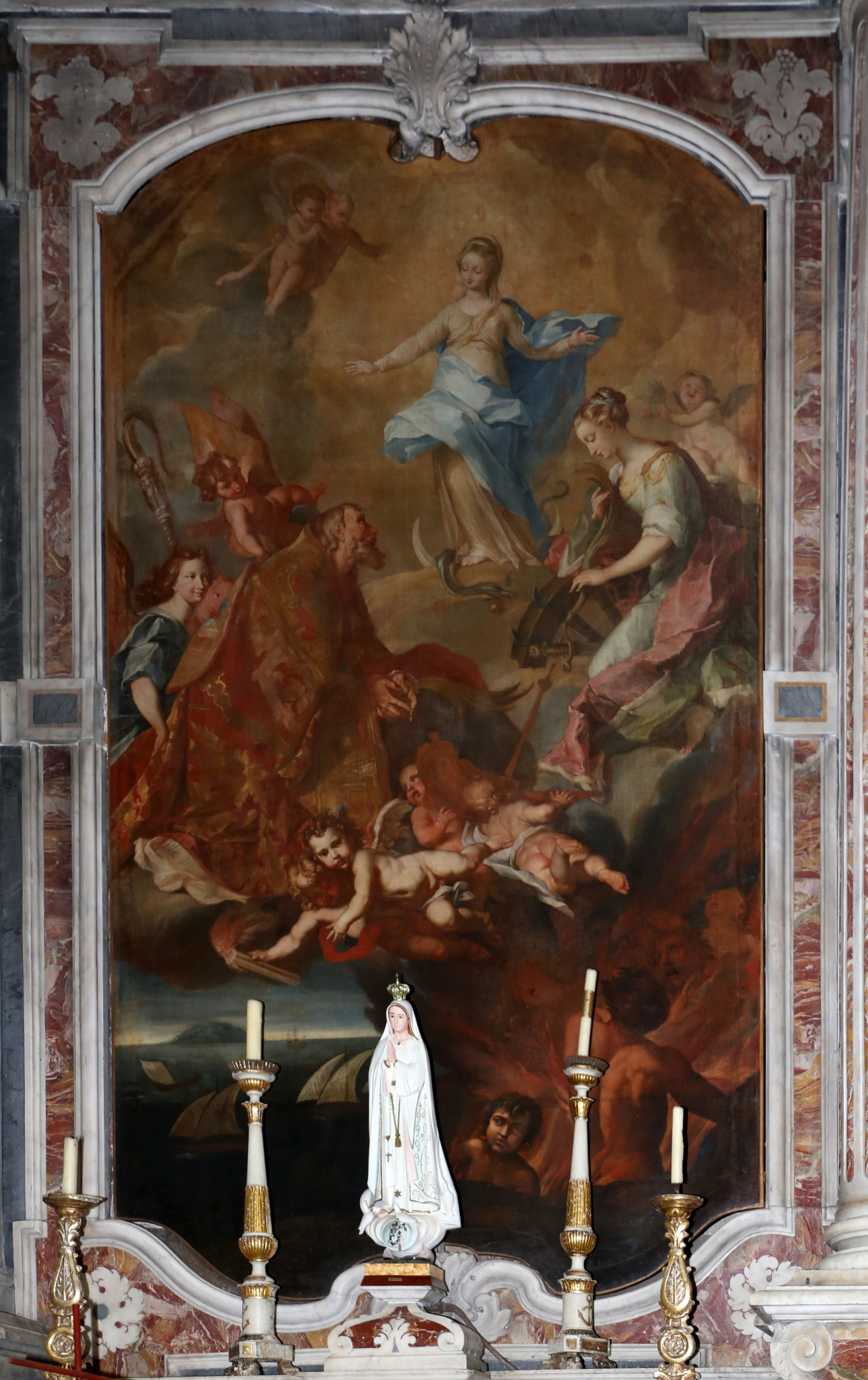
Le tableau de Lorenzo De Ferrari dans la chapelle des marins

La chapelle des pêcheurs (5ème à droite) est dédiée à Saint Pierre et Saint André. On peut y voir un tableau du peintre génois Giovanni Badaracco.

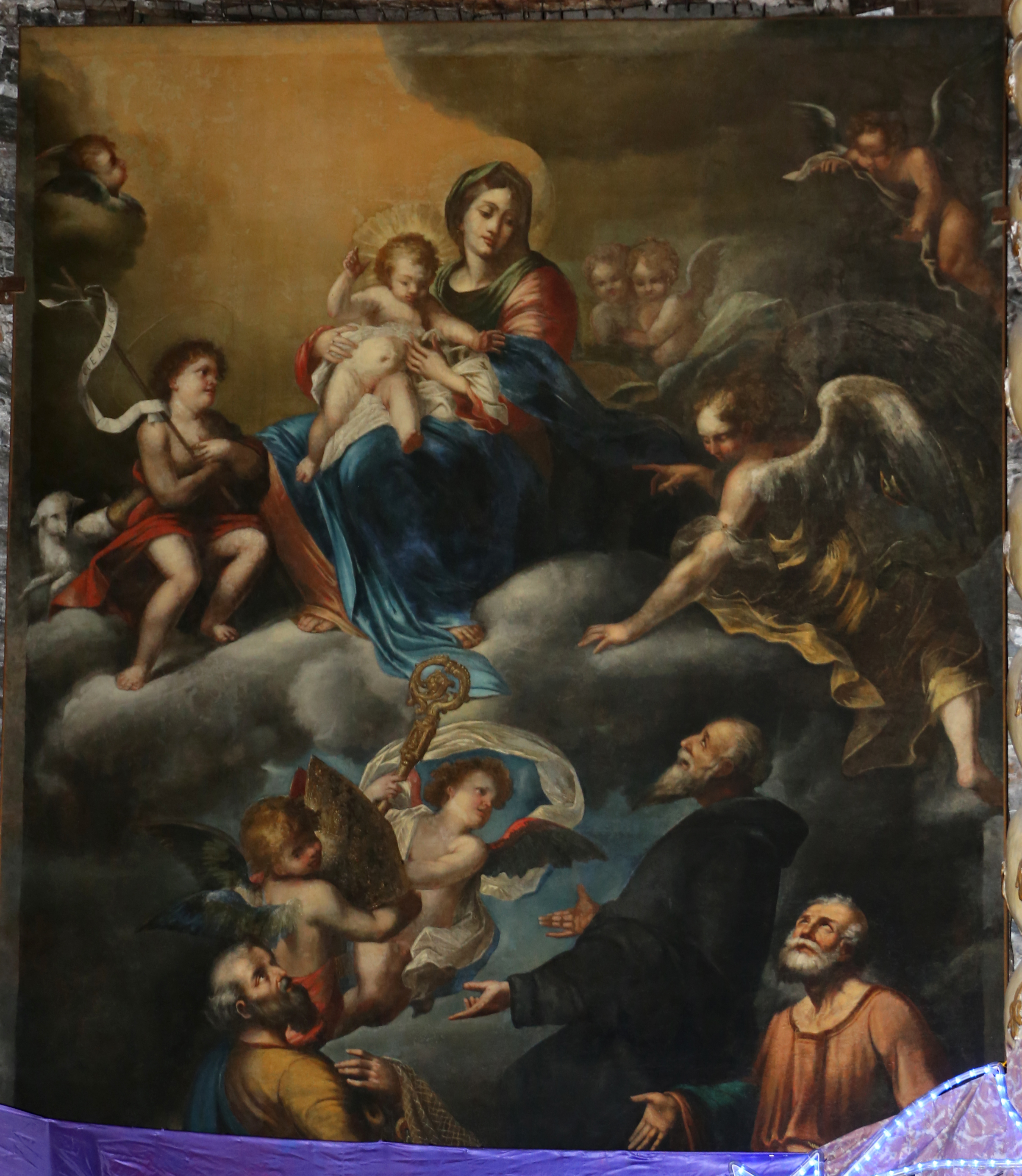
Le tableau de la chapelle des pêcheurs de Giovanni Badaracco

La chapelle de la décollation de Saint Jean-Baptiste (1ère à droite) abrite un tableau qui fut vraisemblablement commandé pour orner le maître-autel de l'église primitive de Saint-Jean. Après sa reconstruction (1636-1666) la toile fut installée dans une chapelle latérale. Cette œuvre est une copie d'un grand tableau que l'on peut voir à Rome, peint en 1618 par Gerrit van Honthorst, dit "Gherardo delle notti".

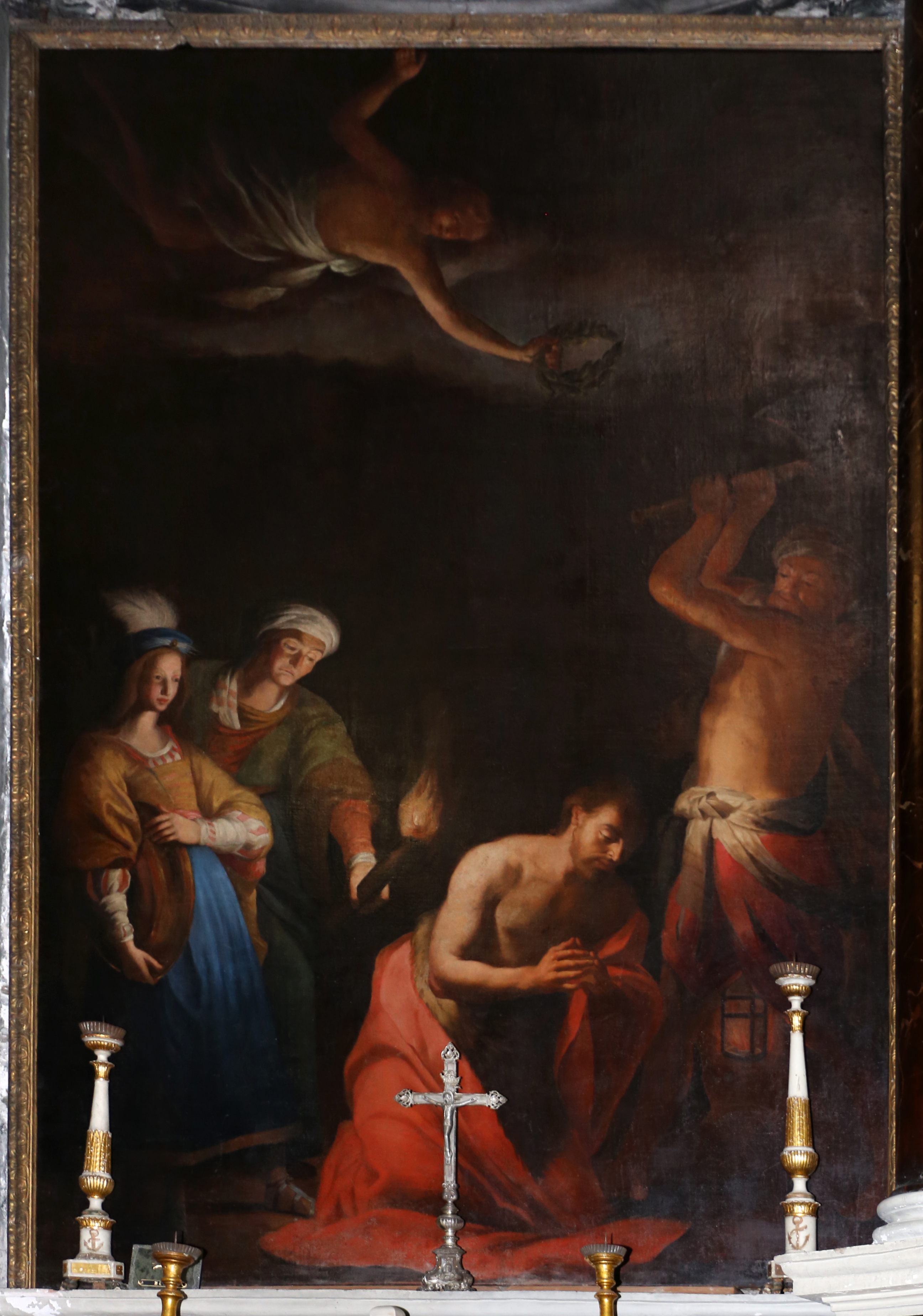
La décollation de Saint Jean-Baptiste

### La chaire
La chaire de marbres polychromes date de 1781. Elle est l’œuvre des artistes génois Gaetano Torre, Gianandrea Torre et Domenico Orsolino.

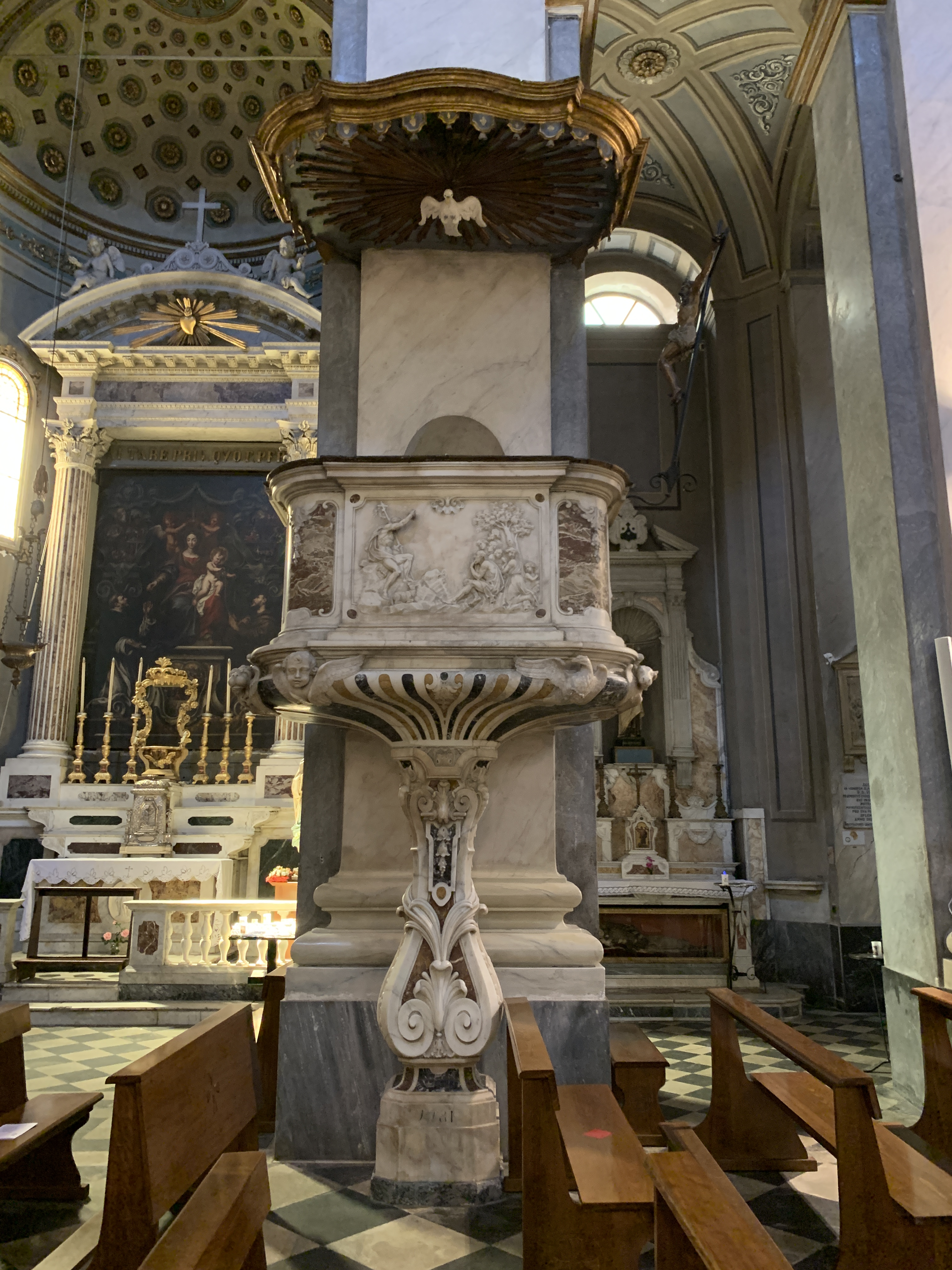
La chaire

### La tribune d'orgue
L'exceptionnelle tribune d'orgue date de 1742. On la doit au menuisier bastiias Giovanbattista Terrigo.

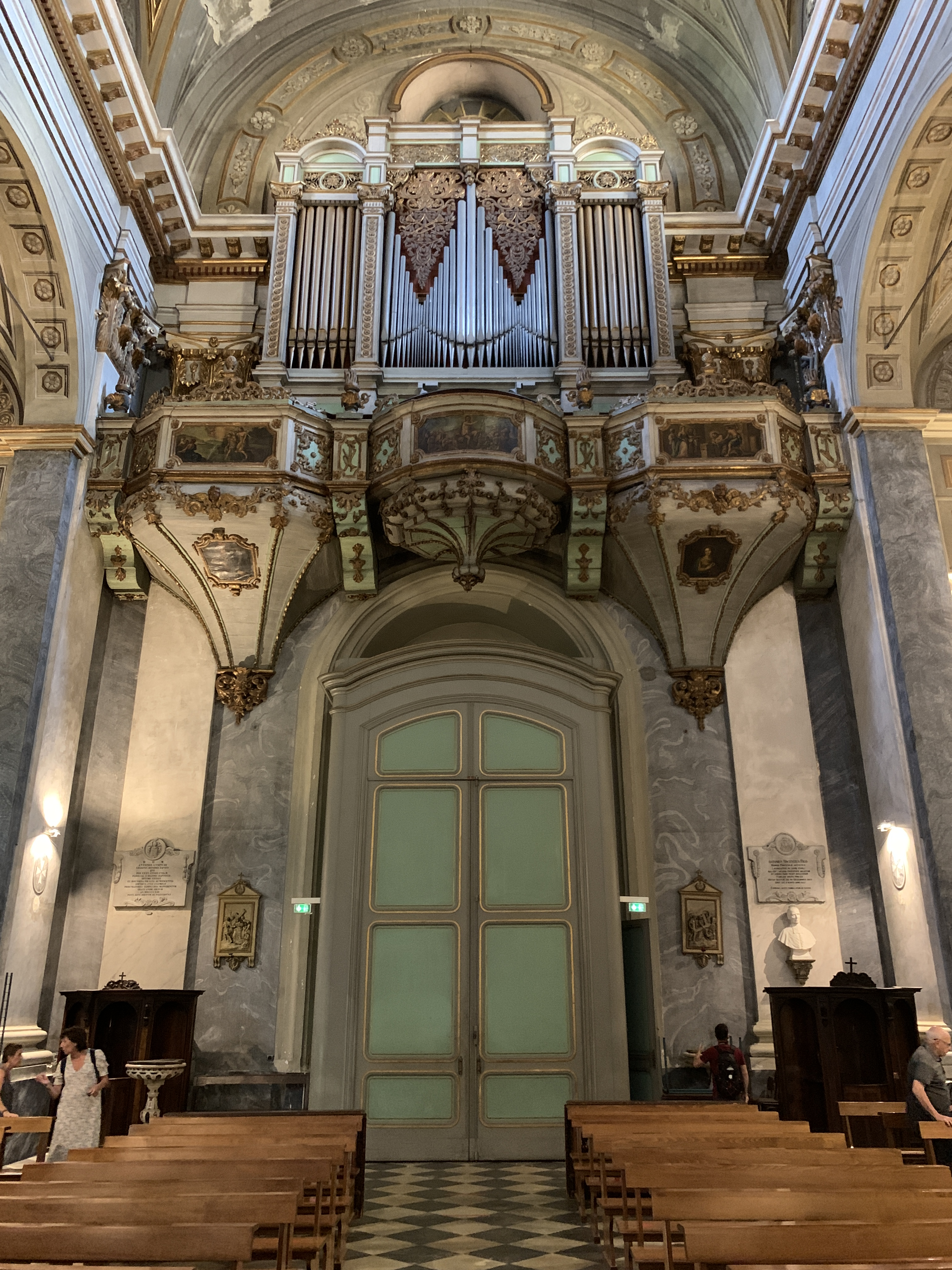
La tribune d'orgue

## L'église Saint-Jean dans la peinture
Il existe une représentation du vieux-port de Bastia où l'on peut voir l'église Saint-Jean avec un seul clocher. Il s'agit de Vue du port de Bastia (1839), par Frédéric Bourgeois de Mercey que l'on peut admirer au musée de Bastia.

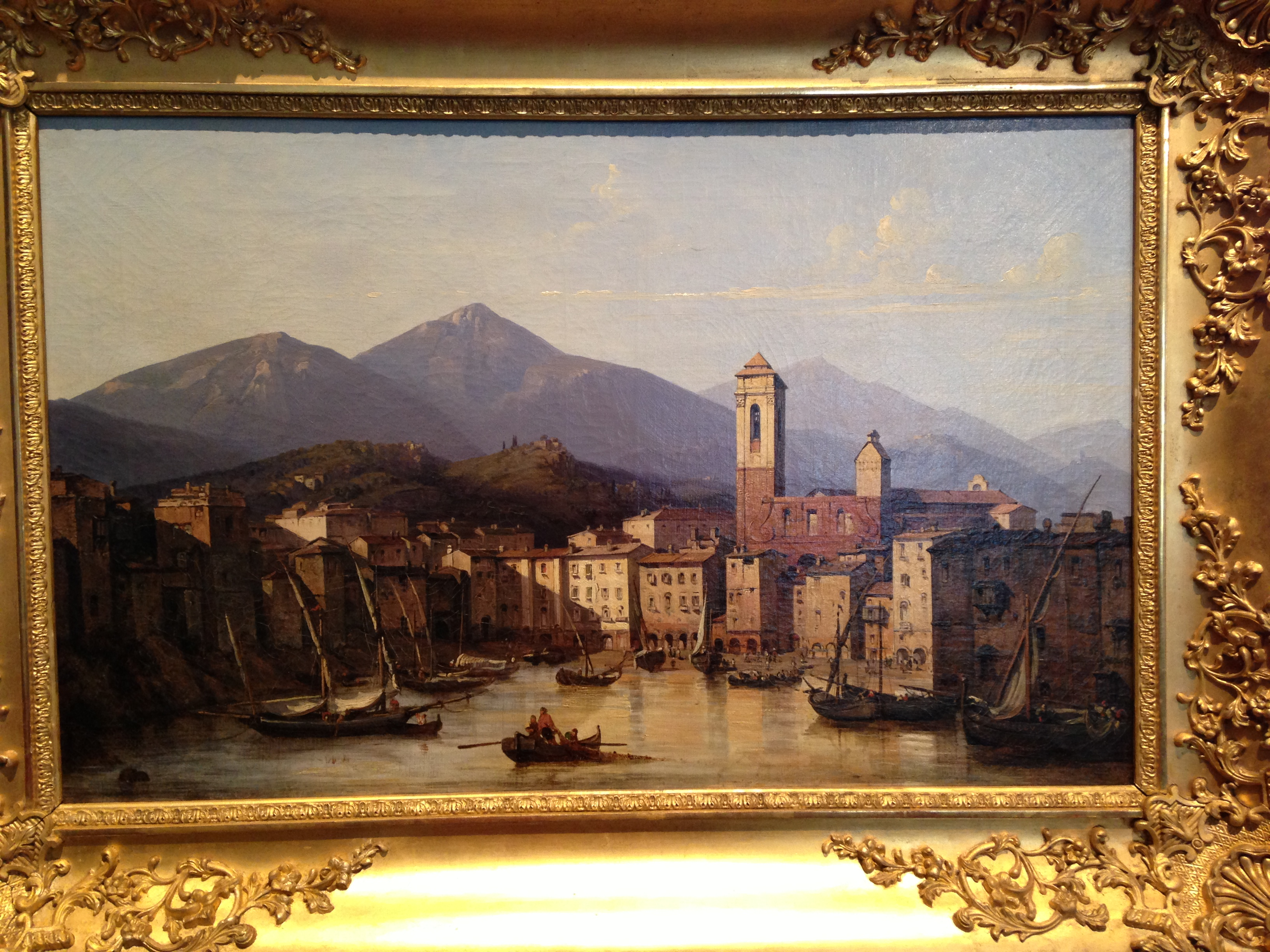
Vue du port de Bastia, par Frederic Bourgeois de Mercey (1805-1860) exposée au musée de Bastia

## Traditions
Chaque veille de la fête de la Saint Jean, le 23 juin, un feu est allumé sur le Vieux-Port. À Bastia il porte le nom de fucarè.

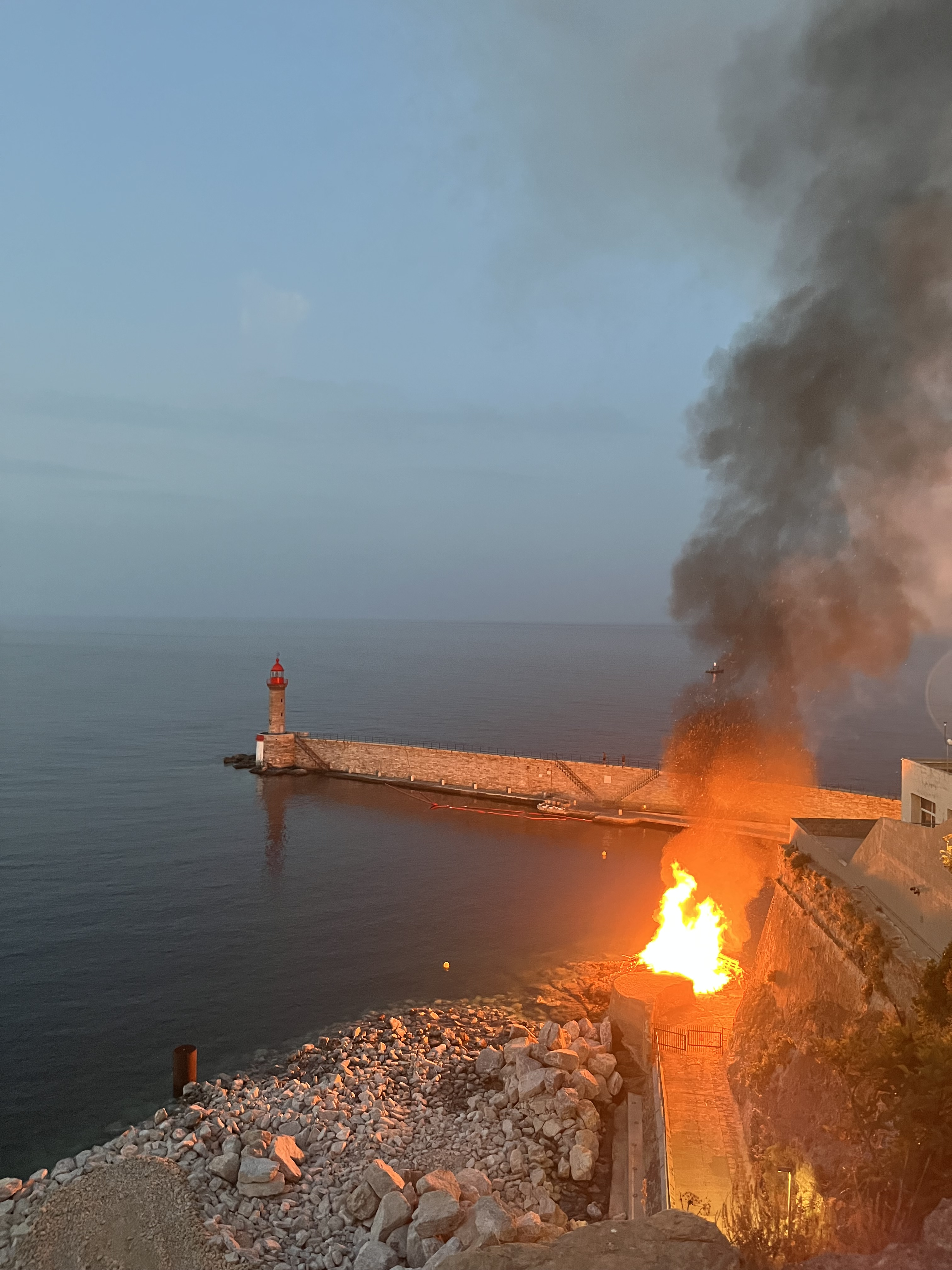
Le feu de la Saint-Jean à Bastia, appelé U Fucarè

## Culture populaire
Le Bastiais Eugène Anarella a écrit et composé U Campanile di San Ghjuvà, qui met à l'honneur la ville de Bastia, en particulier l'ambiance de son Vieux-Port construit autour de l'église San Ghjuvanni. Interprétée par Charles Rocchi, la chanson deviendra un vrai succès populaire. Antoine Ciosi et Maì Pesce la reprendront à leur tour.

## Galerie

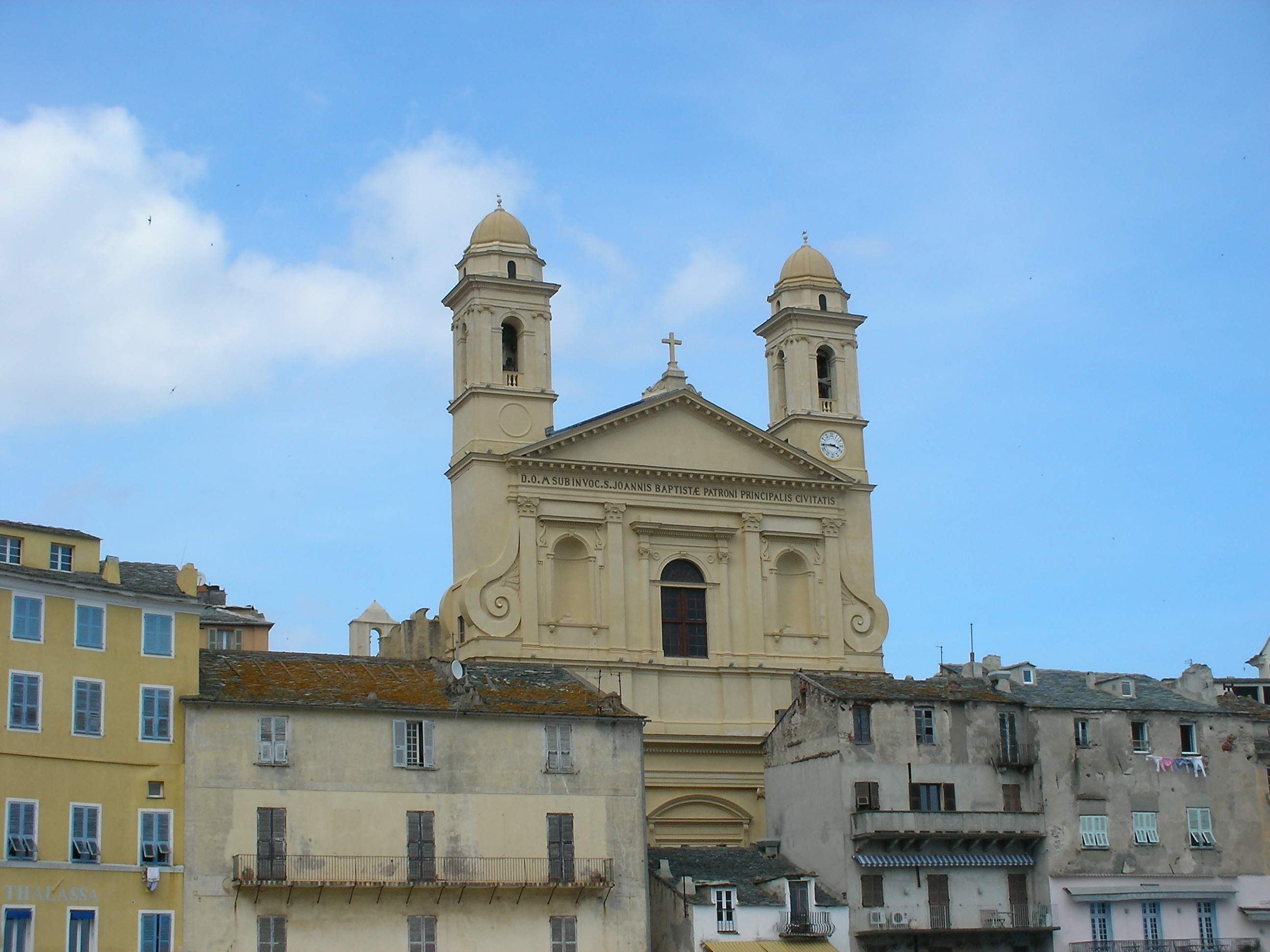
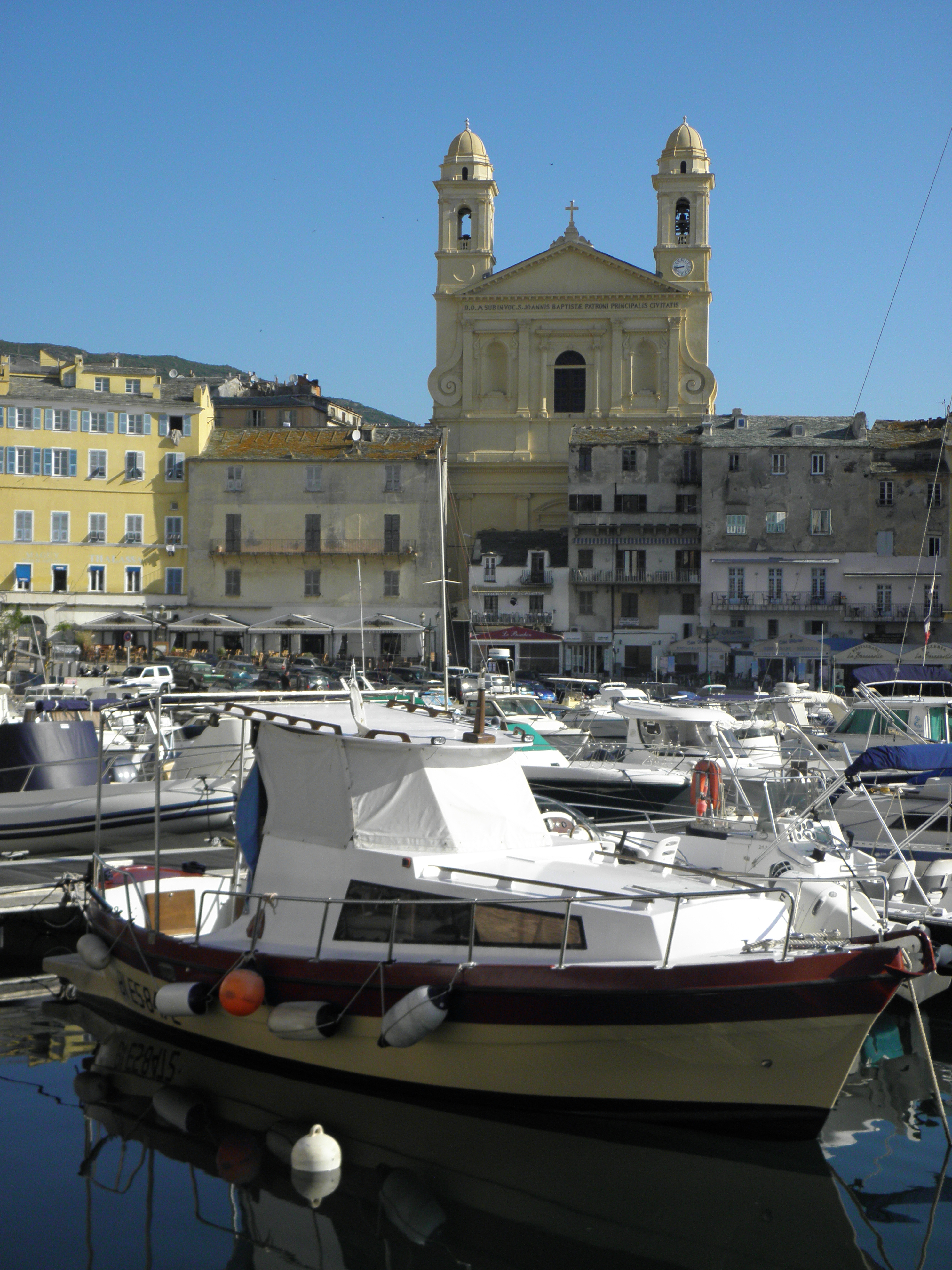
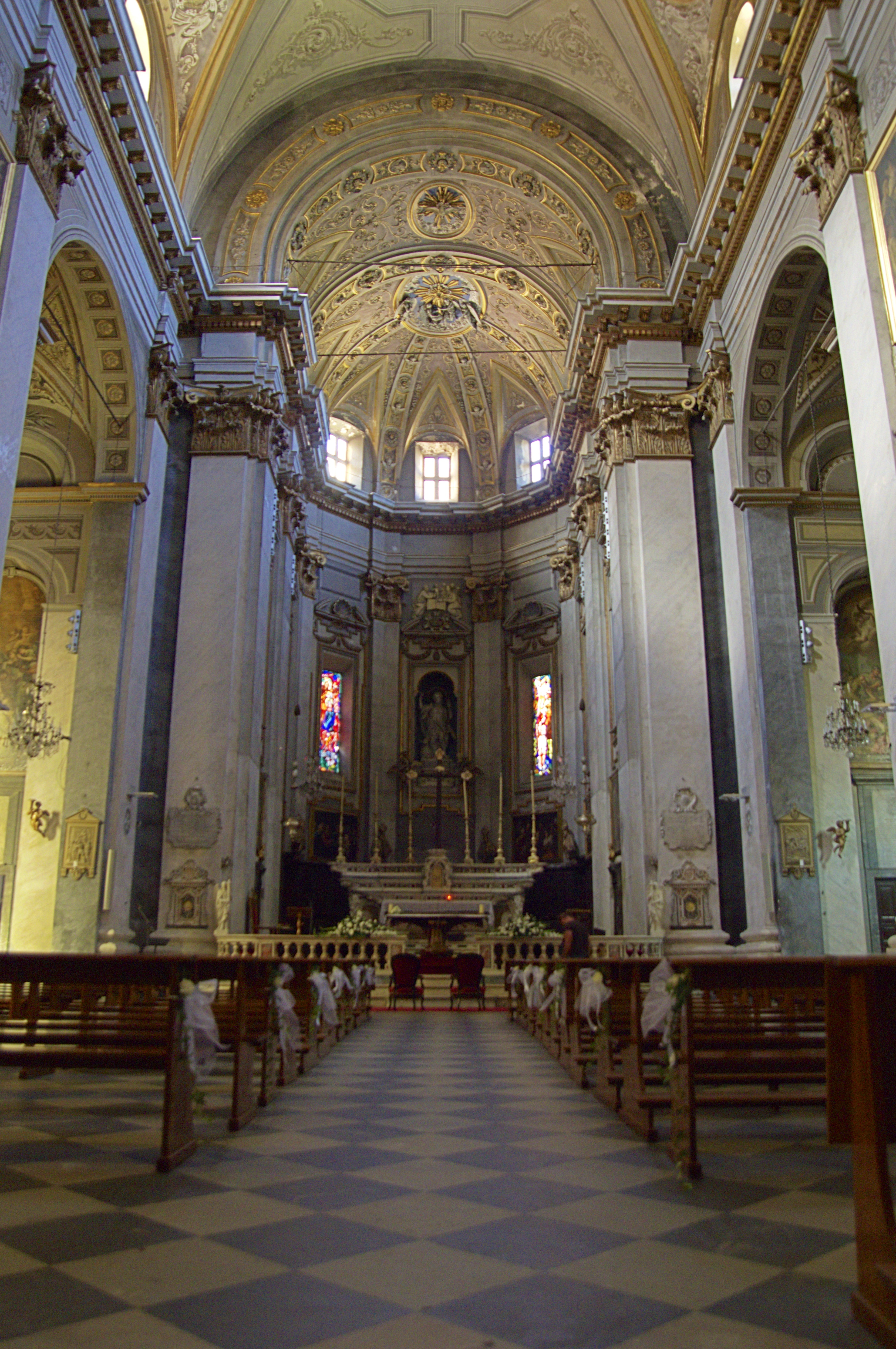
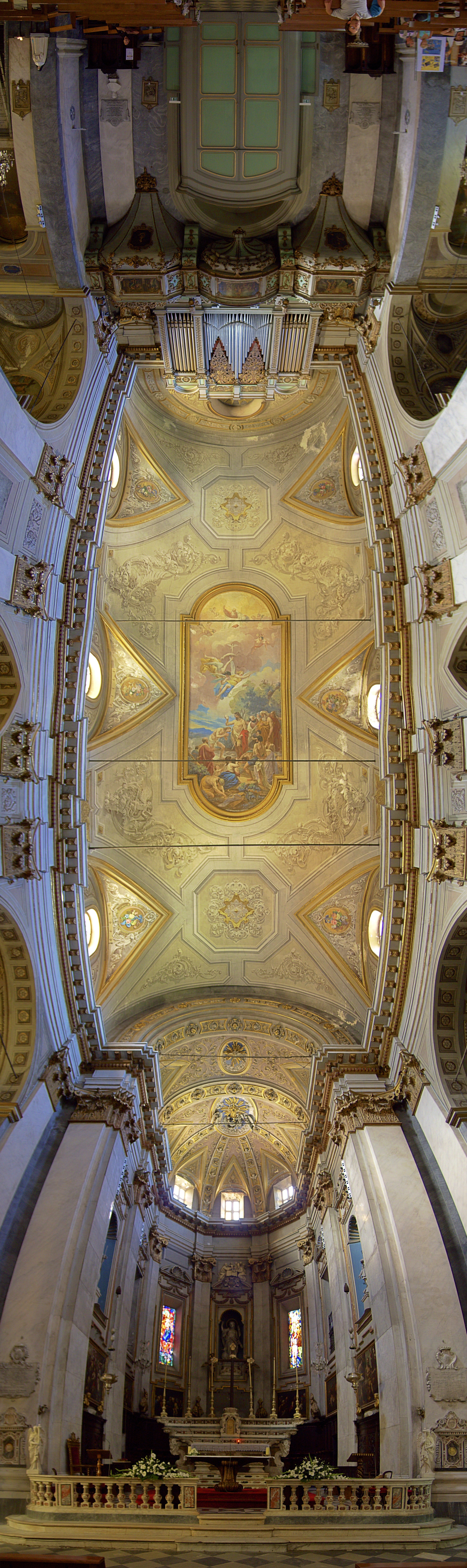
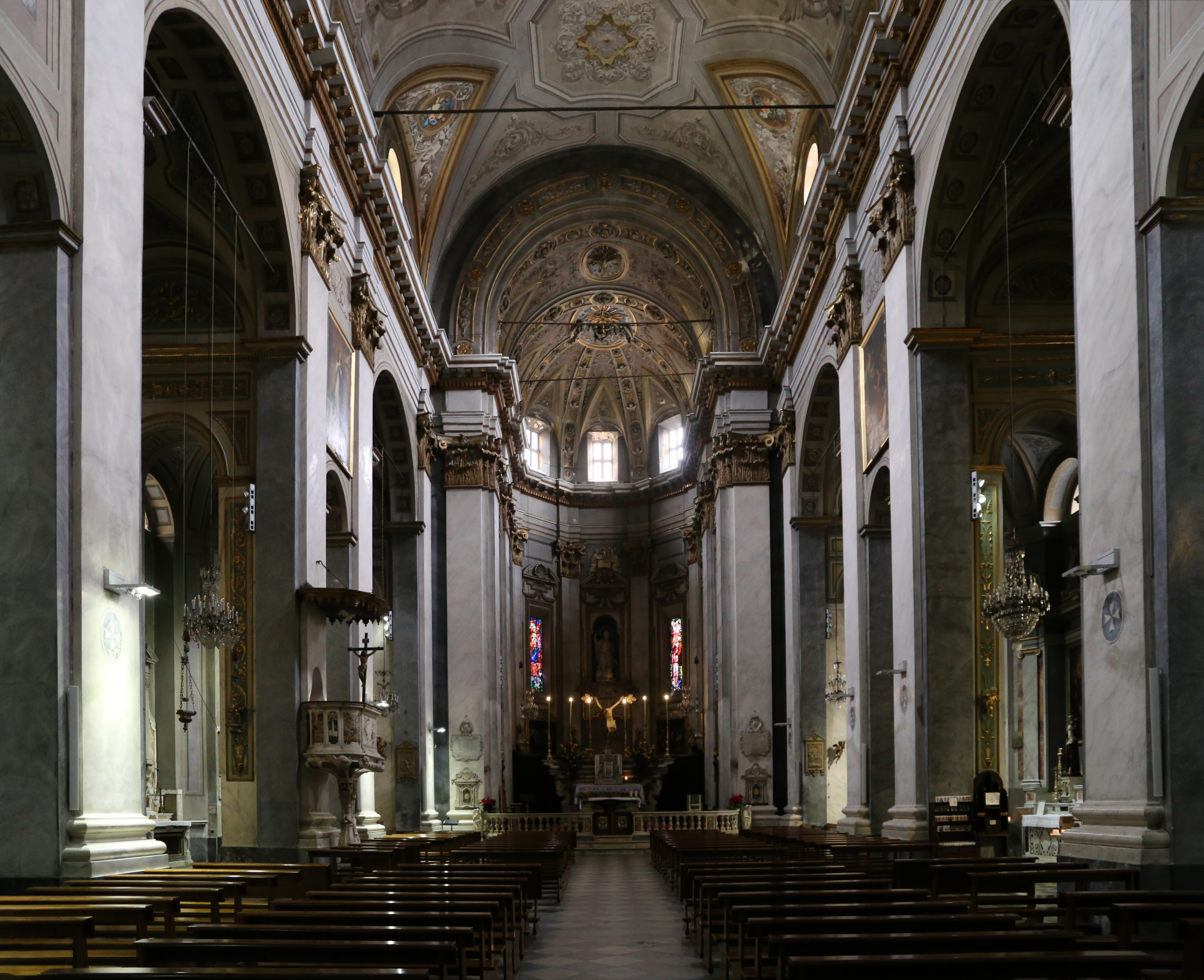
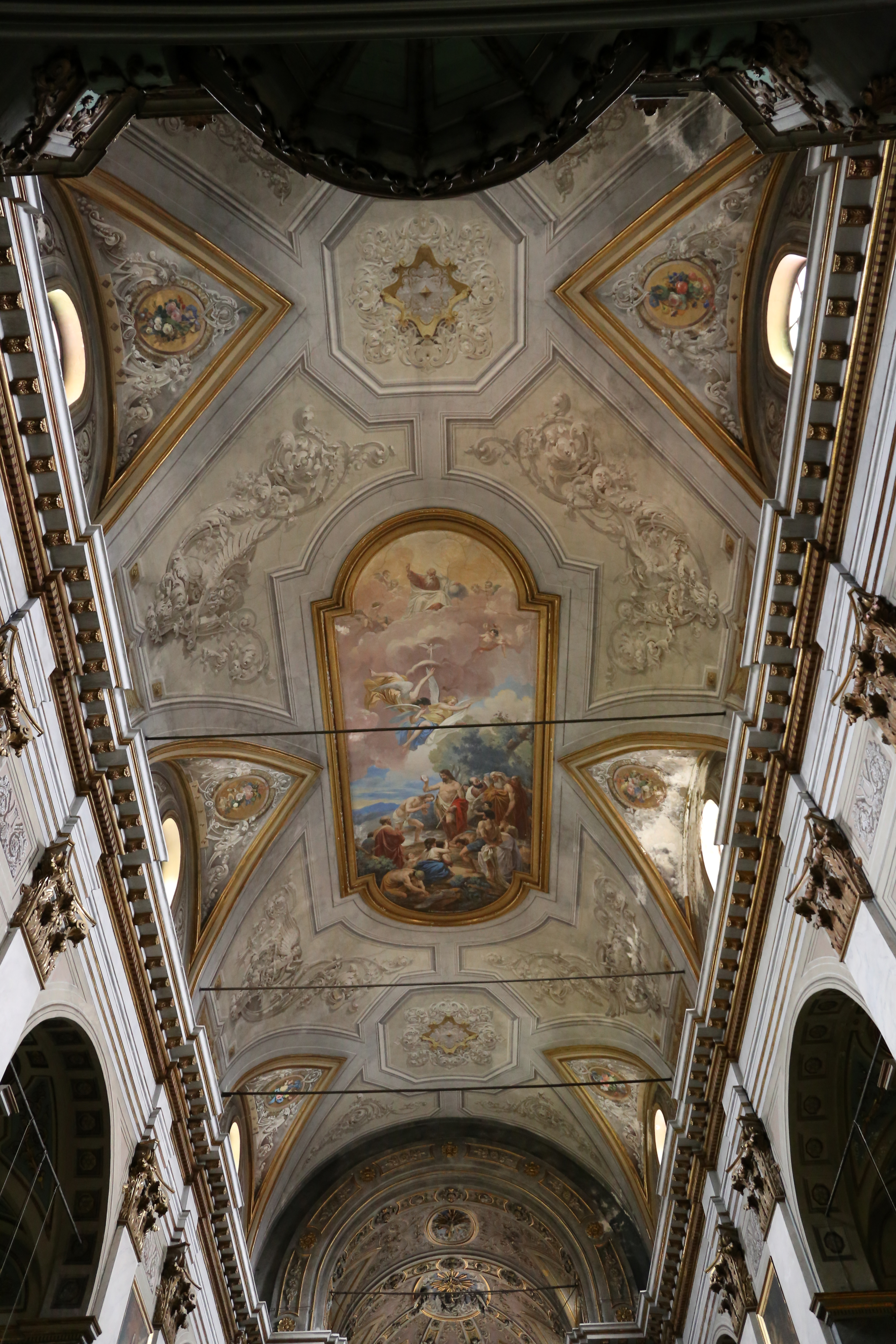
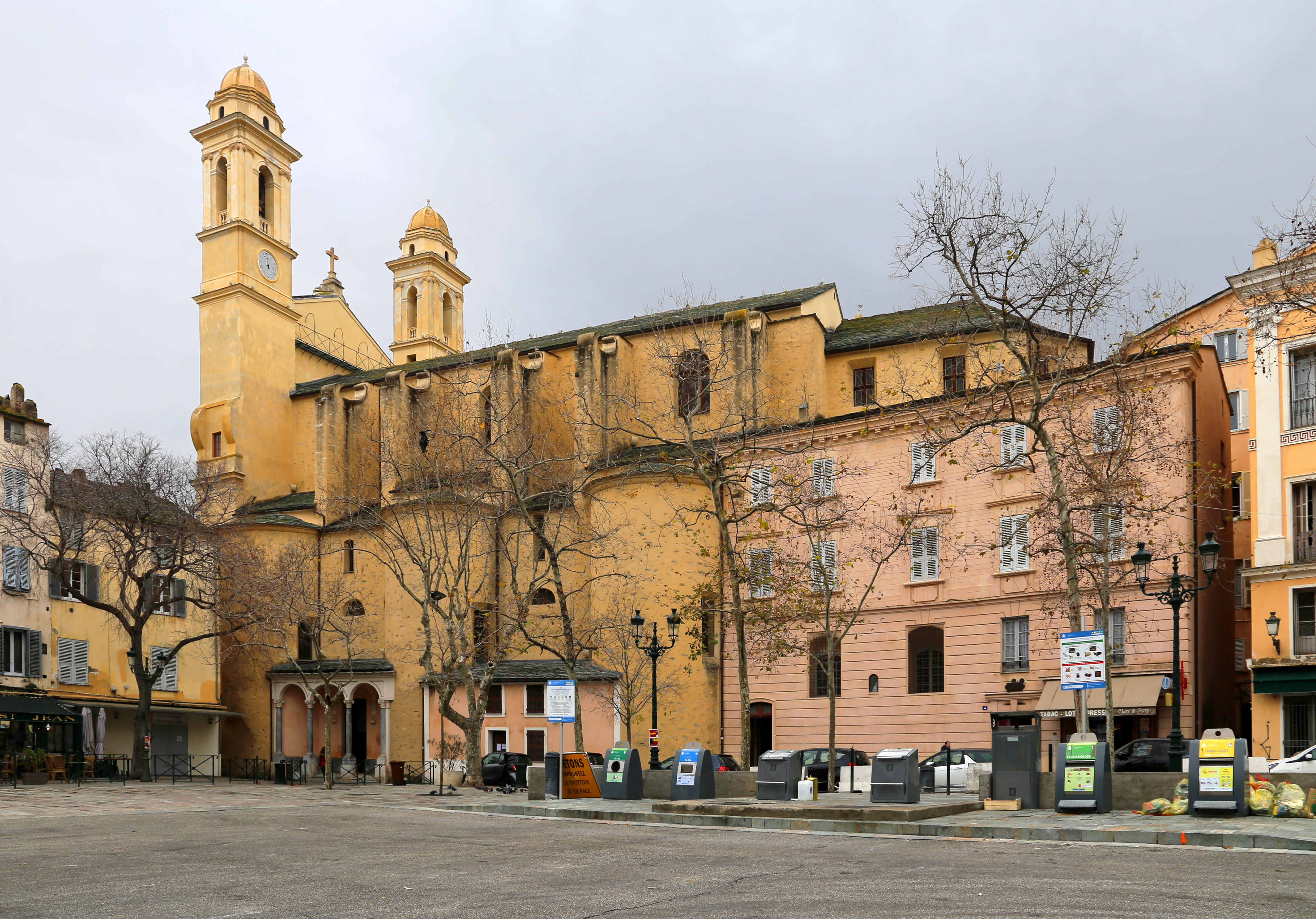
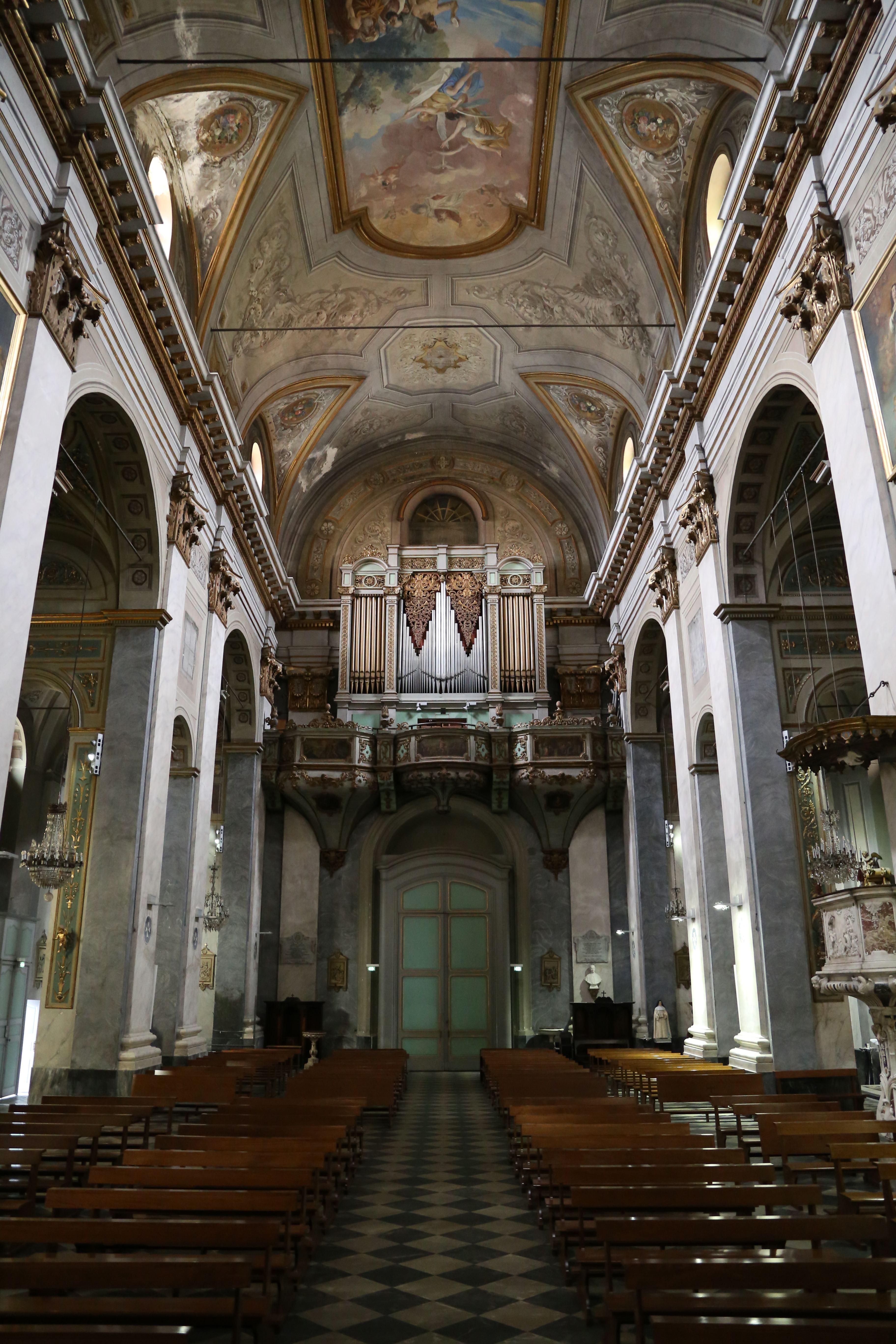
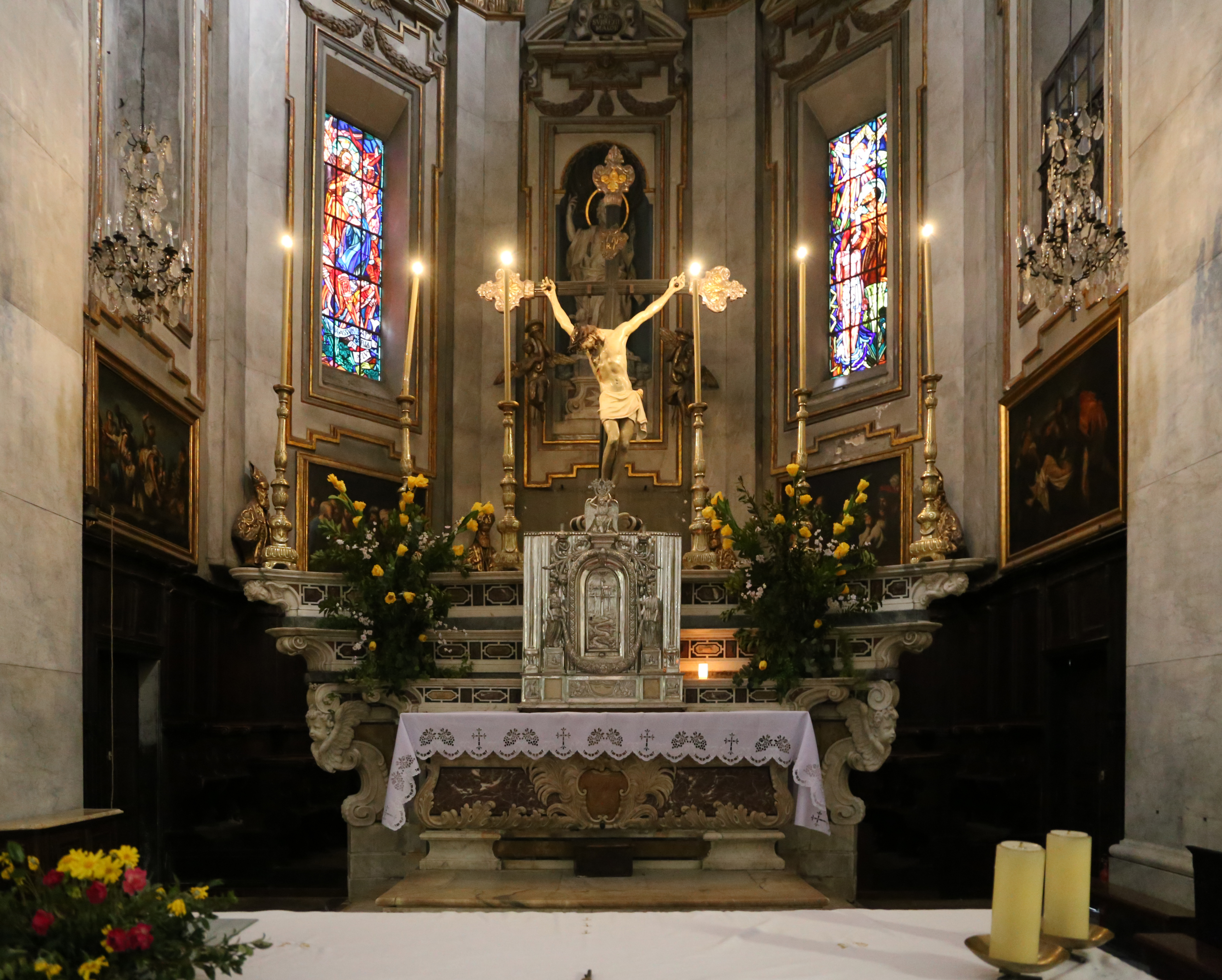
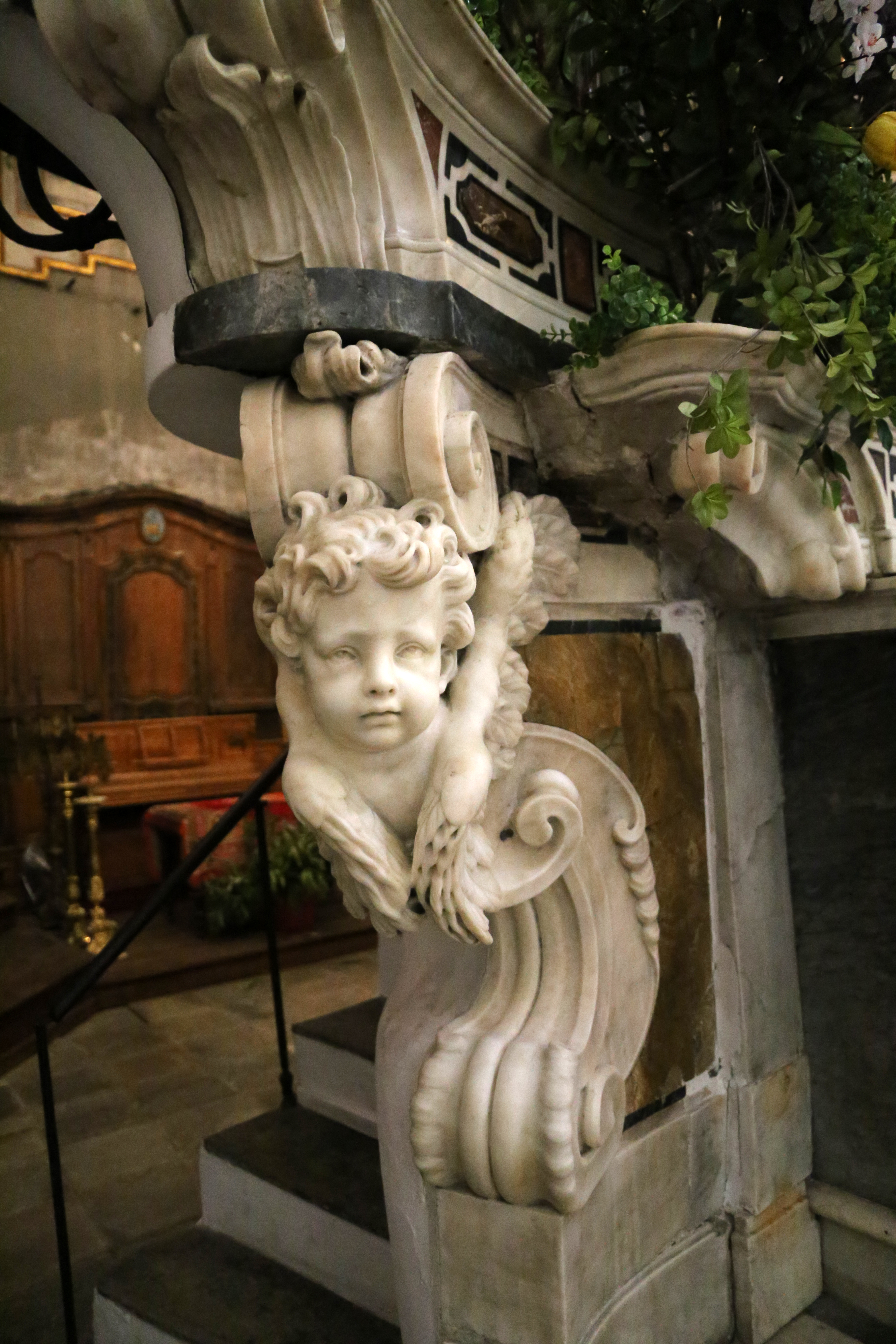